# حريق لندن الكبير
حريق لندن الكبير هو حريق ضخم اجتاح المناطق الرئيسة في مدينة لندن الإنجليزية، واستمر من يوم الأحد الثاني من سبتمبر سنة 1666 حتى يوم الأربعاء الخامس من الشهر نفسه. هدمت النيران مدينة لندن القديمة التي بُنيت في القرون الوسطى، والتي يحيطها سور لندن الروماني الأثري. كما كادت النيران أن تلحق بحي وستمنستر الأرستقراطي، وقصر الملك تشارلز الثاني (قصر وايت هول)، وغالبية المناطق العشوائية الفقيرة. كذلك التهمت النيران حوالي 13000 منزلاً، و87 كنيسة رعوية، وكاتدرائية القديس بولس القديمة، وطالت غالبية مباني المدينة الخاصة بالهيئات والسلطات الرسمية. تشير التقديرات أن الحريق تسبب في هدم مساكن سبعين ألفٍ من السكان، البالغ عددهم حينها ثمانين ألفًا. كما أنه لم يُحدّد عدد الضحايا من الوفيات، والذي يقال أنه كان محدودًا للغاية؛ إذ بلغت حالات الوفاة المُثبَتة المسجلة ستًا فقط. غير أن هذا الزعم فُنِّدَ مؤخراً استنادًا إلى أن حالات الوفاة من بين الفقراء وأفراد الطبقة الوسطى لم تسجّل؛ إلى جانب أنه من الممكن للحرارة الكبيرة المنبعثة من الحريق أن تتسبب في تحول العديد من الضحايا بالكامل إلى رماد، ما يحول دون التعرف على أية بقايا لهم.
لم يمر وقت طويل بعد منتصف الليل يوم الأحد الثاني من سبتمبر حتى اشتعل الحريق في مخبز توماس فارينور (أو فارينوي) (بالإنجليزية Thomas Farriner) في شارع بادينج لين، وما لبث أن انتشر غربًا عبر مدينة لندن. ويُعزى تعطل إجراءات مكافحة الحرائق، والتي تمثلت وقتها في إقامة حواجز للنار عن طريق أعمال الهدم، إلى تردد السير توماس بلودورث، عمدة مدينة لندن حينها، في اتخاذ قرار مناسب للموقف. وما إن صدرت أخيرًا أوامر بإجراء أعمال هدم واسعة النطاق مساء الأحد، حتى كانت الرياح قد قامت بالفعل بتعزيز النيران وتحويلها إلى عاصفة نارية كانت كفيلة بأن تقهر الحواجز. إذ اندفعت النيران يوم الاثنين إلى قلب المدينة. فضلاً عن ذلك، شاعت في هذا الوقت الاضطرابات في المدينة؛ حيث انتشرت شائعات تقول بأن مجموعة من الأجانب المشتبه في أمرهم تقوم بإضرام الحرائق، واشتبه الفقراء وسكان الشوارع أكثر ما اشتبهوا في الفرنسيين والهولنديين، أعداء إنجلترا إبان الحرب الإنجليزية الهولندية الثانية التي كانت رحاها لا تزال دائرة آنذاك، ما نتج عنه تعرض مجموعات كبيرة من المهاجرين للعنف، ومنهم من أعدم دون محاكمة. وبحلول يوم الثلاثاء، كانت النيران قد انتشرت في أغلب أجزاء المدينة، وحطمت في طريقها كاتدرائية القديس بولس، وتخطت نهر فليت لتهدد بلاط الملك تشارلز الثاني في وايت هول، في الوقت ذاته الذي تظافرت فيه جهود مكافحة الحرائق. ويُعزى نجاح عمليات إخماد الحريق إلى عاملين رئيسين هما: الانخفاض الشديد في حدة الرياح الشرقية، وكذلك استخدام حامية برج لندن البارود لتكوين حواجز نارية فعالة من شأنها أن تحول دون انتشار النيران بصورة أوسع في اتجاه الشرق.
خلّف الحريق آثارًا اجتماعية واقتصادية بالغة؛ فقد شجع الملك تشارلز الثاني السكان على النزوح من لندن والإقامة في مناطق أخرى، وذلك بسبب خوفه من ثورة اللاجئين الذين نهبت ممتلكاتهم عليه، وعلى الرغم من هذا الاقتراح وغيره من الاقتراحات الخطيرة، أعيد بناء مدينة لندن طبقًا لخطة الطرق ذاتها، والتي كانت قيد الاستخدام قبل اندلاع الحريق.

## لندن في ستينيات القرن السابع عشر

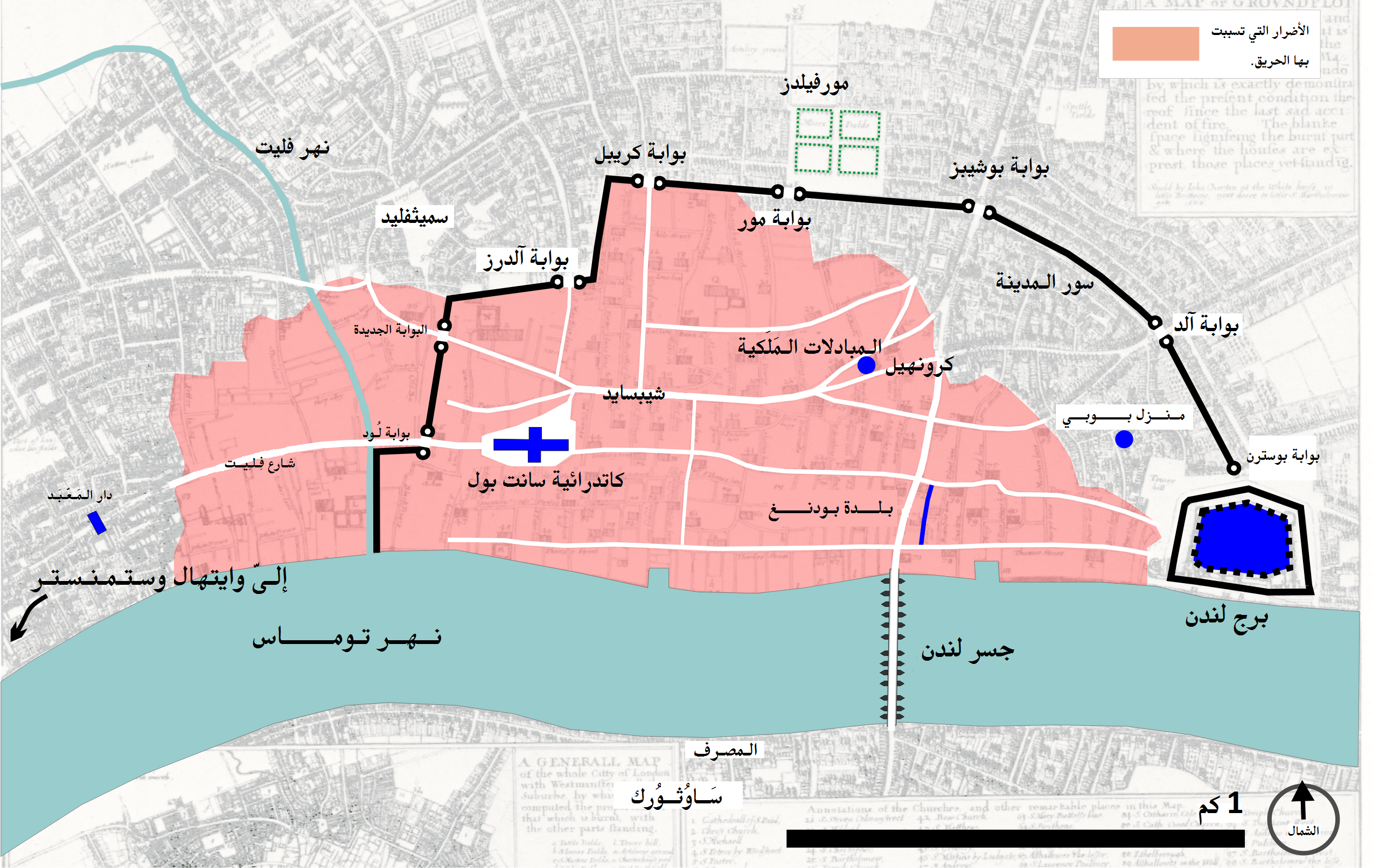
منطقة وسط لندن في سنة 1666. المناطق التي طالها الحريق مُظللَة باللون الوردي.

أصبحت لندن المدينة الأعظم اتساعًا في بريطانيا، بحلول ستينيات القرن السابع عشر، كما بلغ تعداد سكانها حينها ما يُقدّر بنصف مليون نسمة. وقد وصفها الكاتب الإنجليزي جون إفلين، مقارنًا بينها وبين مدينة باريس في بهائها الباروكي آنذاك، بأنّها عبارة عن «مجموعة مزدحمة من البيوت الخشبية غير الاصطناعية، في الشمال»، كما أشار إلى وجوب الحيطة مما تشكله المباني الخشبية من خطر الحريق، ونبًه كذلك على مشكلة الازدحام. أراد الكاتب الإنجليزي من وراء وصف المدينة بـ «غير الاصطناعية» الإشارة إلى كونها معدومة التخطيط المسبق، وكذلك توحي بمظهر زائف وغير مكتمل للعمران، وهي نتيجة طبيعية للنمو السكاني والتمدد العمراني. وإذ أن لندن عاشت أربعة قرون كمستعمرة رومانية، أخذ معدل ازدحام المدينة يتصاعد في زيادة مطردة، داخل الحائط الحامي للمدينة. كذلك لم يتوقف الأمر عند الحائط، بل انتشر التمدد خارج أسوار المدينة، ليشكل مجموعة من المناطق شديدة العشوائية، مثل: شوريدتش، وهولبورن، وساوث وارك، كما امتدت المدينة كذلك لتضم مدينة ويستمنستر المستقلة.
في أواخر القرن السابع عشر، لم يكن قوام المدينة (تلك المساحة التي يحدها حائط المدينة من جهة، ونهر التايمز من جهة أخرى) يشكل إلا جزءًا فقط من لندن، مغطيًا مساحة 2.833 كيلومتر مربع (أي 1.0937 ميلاً مربعًا، 700.0 آكرًا)، ويبلغ عدد سكانه ما يقرب من الثمانمائة ألف، أو ما يشكل سدس سكان لندن. كما أحاطت بالمدينة حلقة من الضواحي الداخلية، والتي عاش بها أغلبية اللندنيين (أو سكان لندن). شكلت المدينة آنذاك القلب التجاري للعاصمة، إذ ضمت أكبر أسواق إنجلترا وأكثر موانئها نشاطًا، والذي وقع بالكامل تحت قبضة الفئات التجارية والصناعية من المجتمع. عافت نفوس الطبقة الأرستقراطية عن العيش في المدينة، وآثروا الإقامة إمّا في الريف الواقع وراء الضواحي، أو في حي وستنمستر القصي (منطقة وست إند في وقتنا الحاضر)، بالقرب من بلاط الملك تشارلز الثاني في وايت هول. وكذلك فضل الأثرياء العيش بعيدًا عن المدينة الملوثة، مكتظة الزحام، ومناخها غير الصحي. وخاصة بعدما اجتاح المدينة طاعون دبلي المدمر في سنة 1665، أو سنة الطاعون.
بلغ التوتر أقصاه في العلاقة بين البلاط الملكي والمدينة في ذلك الوقت؛ حيث كانت المدينة معقل للجمهوريين، إبان الحرب الأهلية، التي استمرت من سنة 1642 إلى سنة 1651. ولم تزل المدينة الثرية ذات النشاط التجاري الواسع تشكل تهديدًا مستمرًا للملك تشارلز الثاني، وهو ما بدا جليًا في الثورات الجمهورية العديدة، التي اندلعت في أوائل الستينات من القرن المذكور. وقد شارك قضاة المدينة في الحرب الأهلية، ولم يكن بمقدورهم –إذ ذاك- نسيان كيف أن قبضة الملك تشارلز الأول الصلبة على مقاليد السلطة المطلقة قادت الأمة إلى حافة الانهيار؛ ومن هنا جاء تصميمهم على الوقوف حيالا أي ميول أخرى من النوع ذاته قد تساور وريثه، وجاء رفضهم تامًا لوعود تشارلز الثاني لهم بالجنود والموارد، في الوقت الي هدد فيه الحريق الكبير المدينة. وحتى في ذلك الوقت المتأزم، كان نزول القوات الملكية غير المرغوب فيها إلى الشوارع بمثابة قنبلة سياسية، وعندما تولى تشارلز الثاني أخيرًا زمام الأمر من عمدة المدينة، كان الحريق قد خرج بالفعل عن السيطرة.

### مخاطر نشوب حريق في المدينة

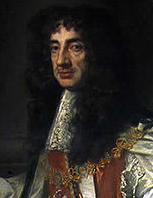
الملك تشارلز الثاني.

تجلت مظاهر القرون الوسطى للمدينة في الوضع الذي كانت عليه خريطة طرقها آنذاك، فلم تكن إلا شبكة مكتظة الزحام من الحارات الضيقة المتشابكة رديئة الرصف. وقد سبق أن أصابها عدد من الحرائق الضخمة قبل حريق 1666، أقربها اندلع سنة 1632. وعلى مدار قرون، كان بناء البيوت الخشبية المسقوفة بالقش محظورًا، إلا أن الناس لم يتوقفوا بالرغم من ذلك عن استخدام المواد البنائية زهيدة السعر تلك. كما تمثل في قلب المدينة الجزء الوحيد الذي انتشرت فيه باتساع المباني المُشيَّدة بالحجارة، حيث حوى قصور التجار والسماسرة الذين أقاموا بنيانهم على مساحات شاسعة من الأرض. وقد أحاط بقلب المدينة حلقة داخلية من الأبرشيات الأقل ثراءً، شديدة الازدحام؛ حتى أن كل سنتيمتر فيها تم استغلاله لتوفير الإقامة للسكان المتزايدة أعدادهم في سرعة خطيرة. كما حوت تلك الأبرشيات العديد من الورش ومواقع العمل، والتي يشكل الكثير منها احتمالية خطرة لاندلاع حريق، مثل: ورش سبك المعادن، وورش الحدادة، وورش الزجاج. ومن المفترض أن مثل تلك المهن كانت محظورة في المدينة، إلا أن مزاولتها كان مسموحًا بها على أرض الواقع. كما زاد الازدحام الشديد للمساكن المحيطة وتداخلها مع مصادر الحريق والشرر والتلوث من خطر الاشتعال، وكذلك عززت الطريقة التي بُنيت بها تلك المساكن من الخطر؛ إذ أنه في الغالب احتوت المباني السكنية المكونة من ستة أو سبعة طوابق في لندن على بروزات (وهي الطوابق العليا الناتئة عن مستوى الطابق السفلي)، فقد بُنيت الطوابق الأرضية على مساحات ضيقة، ثم عمد الناس إلى توسيع الرقعة المستغلَّة من خلال «الاعتداء» على الشارع، متوسعين تدريجيًا في مساحة الطوابق العليا، كما يصف الوضع أحد ملاحظي البناء المعاصرين ؛ إذ ذاك، يتضح بسهولة خطر الحريق القائم عندما تتلاقى البروزات العليا المتقابلة عبر الحارات الضيقة. يقول أحد ملاحظي البناء: «هذا ليس من شأنه أن ييسر نشوب الحريق فحسب، بل يعيق عملية إخماده كذلك»، بيد أن «طمع المواطنين، وتغاض الحكام (بعبارة أخرى، فسادهم)» جاءا في صالح بناء البروزات. وفي عام 1661، أصدر الملك تشارلز الثاني منشور قانون يحظر النوافذ المعلقة والبروزات، ولكنه قوبل بالتجاهل من قبل الحكومة، وجاءت رسالة تشارلز الثاني الأكثر حدة في عام 1665 منذرًا من أن الشوارع الضيقة تلقي باحتمالية خطرة بنشوب حرائق، وأمر بالسجن لمن يتجاهل القانون من مقاولي البناء، وكذلك بدك المنازل التي تشكل خطرًا، بيد أن هذا القانون كذلك لم يكن له إلا قليل الأثر.
لعب العمران القائم على ضفاف النهر كذلك دورًا هامًا في اشتداد الحريق. فبالرغم من أنّ نهر التايمز قد قام بتوفير المياه اللازمة لمكافحة الحريق، وكذلك أوجد وسيلة للهرب عن طريق القوارب، إلا أن الأحياء الفقيرة القائمة على طول الضفتين احتوت على مخازن لمواد قابلة للاشتعال، مما زاد من خطر نشوب الحريق. كما اتصفت المباني السكنية المتداعية وأكواخ الفقراء المصنوعة من الورق المقير متزاحمة بطول أرصفة الموانئ، فيما بين «المباني الورقية العتيقة، والمواد شديدة القابلية للاشتعال، مثل: القطران، والقار، والقنب، والراتنج، والكتان؛ والتي تم تخزينها جميعًا هنالك.» بالإضافة إلى أن لندن وقتئذ كانت تعج بالبارود، وبخاصة في المناطق القائمة بطول ضفة النهر. حيث احتفظ الكثير من المواطنين العاديين بكميات كبيرة من البارود داخل منازلهم كانوا قد استبقوها منذ وقت الحرب الأهلية الإنجليزية، إذ احتفظ الجنود السابقون في الجيش النموذجي الجديد الذي أنشأه أوليفر كرومويل ببندقيات المسكيت التي استخدموها في الحرب، ومعها البارود اللازم لحشوها به. كذلك احتوى برج لندن، القائم على الطرف الشمالي لجسر البرج، على خمسة أو ستة أطنان من البارود. كما احتوت متاجر تموين السفن، القائمة بطول أرصفة الموانئ، على كميات هائلة من البضائع، والتي خزنوها في حاويات خشبية عديدة.

### تقنيات مكافحة الحرائق في القرن السابع عشر

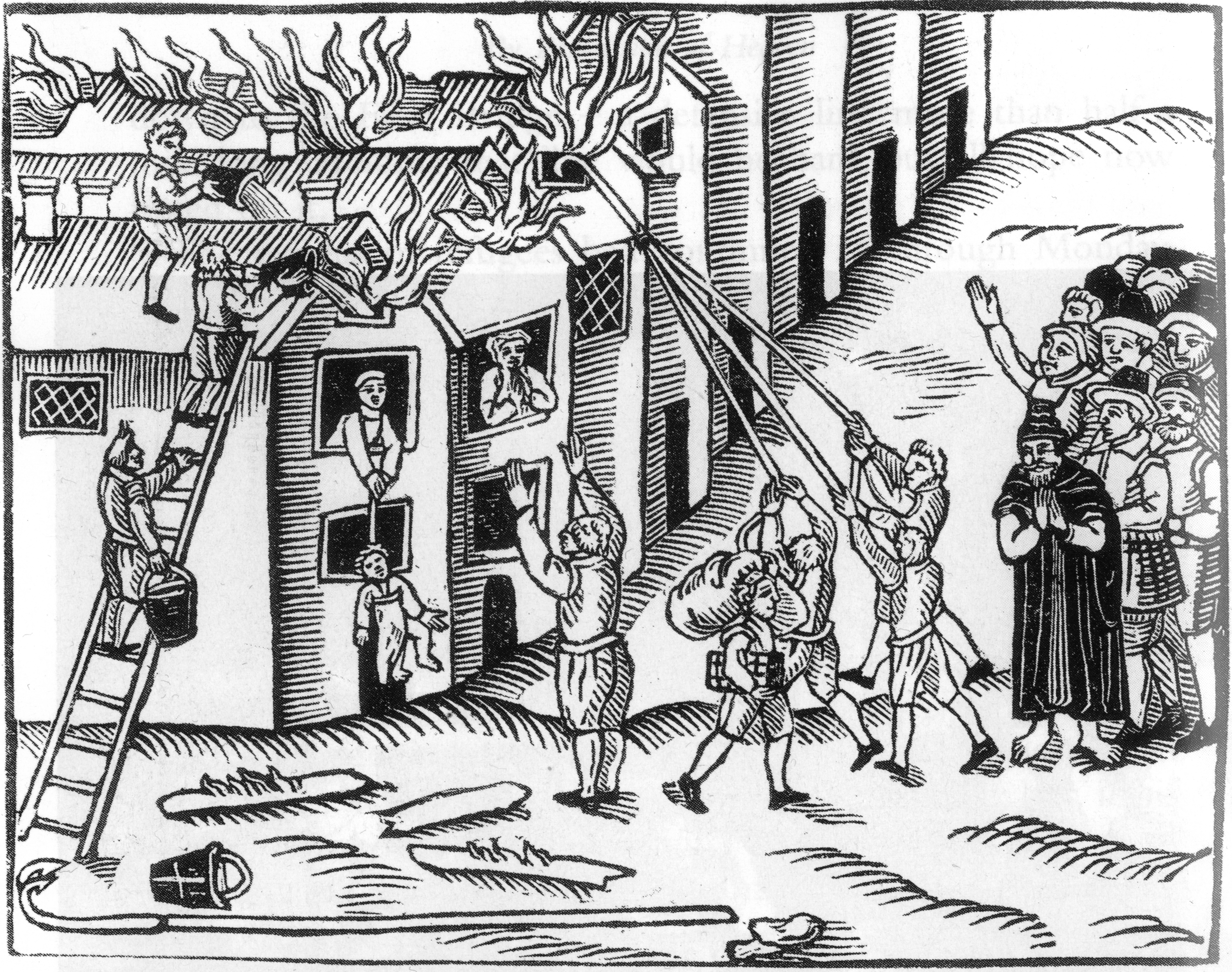
استخدام "خطاطيف الحرائق" لمكافحة حريق في مدينة تيفرتون (بالإنجليزية: Tiverton) في مدينة ديفون (بالإنجليزية: Devon)، بإنجلترا، عام 1612

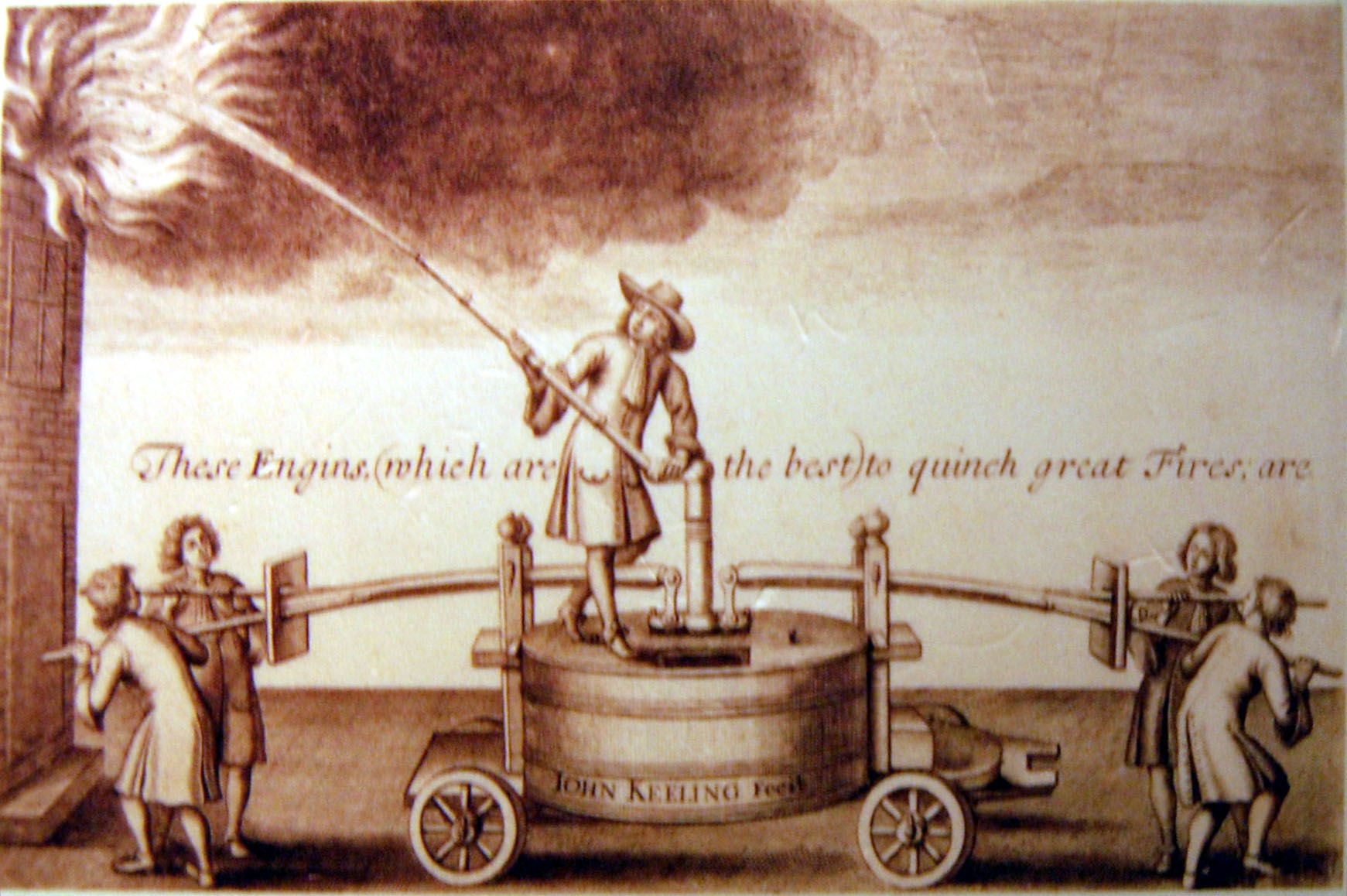
إعلان عن سيارة إطفاء الحريق ذات العجلات المستخدمة في القرن السابع عشر، والتي كانت صغيرة الحجم نسبيًا وتيسر كذلك عملية مناورة الحريق. «المركبات (الأفضل) لقهر الحرائق الضخمة.. من تصميم جون كيلنج، في مدينة بلاك فرايرز (بعد سنوات عديدة من التجربة).»

شاع اندلاع الحرائق في المدينة الخشبية المزدحمة، بانتشار المدافئ المفتوحة والأفران واستخدام الشموع ومخازن المواد القابلة للاشتعال. وقتئذ لم يكن هناك نظام شرطة أو إدارة مطافئ، وتولت ميليشيا لندن المحلية، والمعروفة باسم ترين باندز (بالإنجليزية: Trainbands)، بمفردها مسؤولية الاستجابة للحالات الطوارئ المختلفة. وكانت مراقبة الحرائق واحدة من المهام التي تقوم بها فرقة الحراسة (بالإنجليزية: The Watch)، وهي تتكون من ألف من الحراس أو «قارعي النواقيس (بالإنجليزية: Bellmen)»، يطوفون بشوارع المدينة ليلاً. فضلاً عن ذلك، كانت الإجراءات الشعبية لمجابهة الحرائق جاهزة على الدوام، ومجدية في أغلب الأحيان. كذلك عملت الكنيسة على تنبيه السكان عندما تشب النيران بأحد المنازل، بواسطة قرع أجراس تعطي دويًا مكتومًا معلقة على نواقيس الكنيسة، فيحتشد عندها الناس مسارعين لإخماد الحريق. وتمثلت التقنيات المستخدمَة حينها في وسيلتين رئيستين: المياه، ودك المباني. وقد فرض القانون أن تحتوي كل كنسية رعوية داخل برجها على الأدوات اللازمة لتلك المهام، ومنها: سلالم طويلة، دلاء خشبية، فؤوس، خطاطيف حرائق يهدم بها السكان المباني (انظر الرسم التوضيحي، على اليسار). وكان يتم أحيانًا استخدام البارود للقيام بتفجيرات محكومة وفعالة لتسوية المباني المرتفعة بالأرض. وفي وقت الحريق الكبير، لم يكن ثمة مهرب في النهاية من اللجوء لوسيلة أكثر عنفًا وهي إقامة حواجز الحرائق بصورة كثيفة، ويعزى إليها أنها كانت الورقة الرابحة في القضاء على الحريق، وفقًا لما يقول به المؤرخون المعاصرون.

## الإخفاقات في مجابهة الحريق
كان جسر لندن آنذاك، والذي يعد الرابط الوحيد بين المدينة والجهة الجنوبية من نهر التايمز، مغطى بالعديد من البيوت، والتي عملت بمثابة فخ للنيران إبان حريق سابق في عام 1632. وقد اشتعلت النيران أولاً بتلك المباني في وقت الفجر من يوم الأحد، وقد قام صموئيل بيبس، والذي شاهد الحريق من موقعه في برج لندن وقتها، بتدوين في مذكراته ذعره البالغ على أصدقائه من قاطني تلك المنازل. وكذلك تبدت مخاوف من أن تتخطى ألسنة النيران الجسر لتهدد بلدة ساوث وارك الواقعة على الضفة الجنوبية من النهر، غير أن المسافات البينية بين البيوت الواقعة على الجسر حالت دون ذلك، إذ جعلت البيوت تعمل بمثابة حواجز للنيران. يجدر كذلك ذكر الخطر الذي داهم سكان الشوارع بأن حاصرتهم النيران ولم يجدوا منها مهربًا، ذلك نتيجة للحائط الروماني الذي يطوق المدينة والبالغ ارتفاعه خمسة أمتار نصف؛ إذ أنه عندما طالت النيران المناطق الواقعة على ضفة النهر، واستحالت على إثر ذلك محاولات الهرب عن طريق القوارب، ولم يكن ثمة مخرج إلا عن طريق بوابات الحائط الثمانية، والتي لم تكن بالطبع لتُفتح لقاطني الشوارع للهرب من خلالها. على مدار اليومين الأول والثاني من اندلاع الحريق، لم ير العديد من السكان ما يستدعي الهرب من المدينة بالكلية؛ بل اكتفوا بنقل ما استطاعوا نقله من حاجياتهم وأمتعتهم إلى أقرب «بيت آمن»، والذي كان في الغالب يتمثل في كنائس الأبرشيات، وكذلك فناء كاتدرائية القديس بولس، ليضطرهم الحريق بعدها إلى الانتقال مجددًا بعد ساعات قليلة، وقد اضطر بعضهم إلى الانتقال «أربع أو خمس مرات» في يوم واحد. ولم يدرك الناس أهمية اللجوء إلى الهرب خارج أسوار المدينة إلا في وقت متأخر من يوم الاثنين، وبدأ الذعر يسيطر على الناس رويدًا رويدًا، وبخاصة عند البوابات القريبة حيث، تزاحم السكان المذعورين للهرب بمدخراتهم وعرباتهم وجيادهم.
تعد الشوارع الضيقة العامل الأهم في الإحباطات التي أصابت مجهودات إخماد الحريق؛ إذ أن مثل ذلك الزحام من العربات والمارة في الشوارع والحارات ذوات المساحات الضيقة من شأنه، في الظروف الطبيعية، أن يتسبب في العديد من الاختناقات المرورية المتكررة، والشلل التام لحركة المرور. وما زاد الأمر سوءً في وقت الحريق أن قام اللاجئين بنصب الخيام في منتصف الطرقات ورص أمتعتهم بجوارهم ليسدوا الطرقات بالكلية. كما زاد السكان الهاربين لخارج المدينة كذلك من الزحام، حيث تحركوا مبتعدين عن مركز الحريق، حيث جاهدت فرق دك المباني وأطقم مكافحة الحرائق في التحرك تجاهه، ولكن بلا جدوى.
في الغالب كان يتم احتواء الحرائق بفاعلية عن طريق تدمير المباني الواقعة في طريق الحريق، باستخدام خطاطيف الحرائق والمتفجرات. إلا أنه في حالة الحريق الكبير، تسبب افتقار عمدة المدينة وقتها لمقومات القيادة وكذلك فشله في إعطاء الأوامر الضرورية لمواجهة للموقف في أن تعطل وصول فرق التدمير لعدة ساعات؛ وفي الوقت الذي جاءت فيه أوامر مباشرة من الملك «بألا يستبقوا أي من المباني»، كانت النيران بالفعل قد طالت العديد من المنازل، واستحالت عندها إمكانية اختراق أطقم دك المباني للطرق المزدحمة.
وجاء اللجوء إلى المياه لإخماد الحريق كذلك بلا طائل. فنظريًا، عمل نظام من الأنابيب الخشبية المصنوعة من خشب الدردار على تغذية ما يقرب من ثلاثين ألفًا من المنازل، من خلال ضخ الماء من برج مائي مرتفع في مدينة كورن هيل يمتلئ بالمياه عند الفيضان، وكذلك من خزان مياه في مدينة أيسلينجتون، والذي كان يمتلئ بمياه الأمطار الربيعية التي تهطل على بلدة هارتفوردشير. في الغالب كان يتم فتح أنبوب مجاور للمبني الذي تشب فيه النيران، ويتم توصليه بخرطوم تُصوب به المياه على الحريق، أو تُملأ منه الدلاء. فضلاً عن أن شارع بادينج لين يقع في الأساس قرب النهر، فكان من المفترض أن يصطف رجال الإطفاء في الشوارع البادئة من النهر والمؤدية للمخبز والمتاخمة له على صفين، أولهما ينقل الدلاء المملوءة بالمياه إلى الحريق، والثاني يعيد الدلاء الفارغة إلى النهر ليتم ملؤها مرة أخرى؛ إلا أن أي من ذلك لم يحدث، أو على الأقل لم يتم في الوقت الذي كان يراقب فيه بيبس الحريق في منتصف ظهر يوم الأحد. وقد أوضح في مذكراته أن أحدًا لم يحاول إخماد الحريق، بل فر الجميع من أمامه في ذعر، مهرعين «لنقل بضائعهم، مخلفين ورائهم كل شيء لتأكله النيران.» وإذ لم يعترض الحريق أحد من السكان المأخوذين بالذعر، فقد امتدت النيران للمناطق الواقعة على ضفة النهر، وسرعان ما شبت النيران في المستودعات القائمة بطول أرصفة الموانئ. لم يحول الحريق الناتج عن هذه العوامل دون تمكن رجال الإطفاء من الحصول على إمدادات المياه من النهر فحسب، بل اشتعلت النيران كذلك في النواعير (أو السواقي) القائمة أسفل جسر لندن، والتي كانت تضخ المياه لبرج الماء في كورن هيل. إذ ذاك، باءت جميع محاولات الحصول على المياه إما عن طريق النهر مباشرة أو من خلال أنابيب ضخ المياه بالفشل الذريع
امتلكت لندن عددًا من التقنيات المتقدمة في مكافحة الحرائق والتي تمثلت في سيارات إطفاء الحريق، وقد تم استخدامها في حرائق ضخمة سابقة. وعلى النقيض من خطاطيف الحريق، لم تنجح عربات الإطفاء وقتها في إثبات فاعلية أو مرونة كافيتين في إخماد الحرائق؛ إذ أن أكثرهم يتم نقله على زحافات، والقليل منها ما يتحرك على عجلات. كما أنه غالبًا ما تتأخر تلك العربات في الوصول، إذ يتم إحضارها من أماكن بعيدة عن مراكز الحرائق، بالإضافة إلى أن آلية ضخ الماء منها تتم بواسطة ضخ الماء مباشرة عن طريق فوهات واسعة في العربات، عوضًا عن الخراطيم، مما يحد من المسافة التي يصل إليها الماء ومداها. وفي وقت الحريق الكبير، تم استحضار عددًا من سيارات الإطفاء، إما عن طريق جرها على الزحافات أو توصيلها بالعربات عبر شوارع المدينة، إلا أن أنابيب المياه التي من المفترض أن تزود العربات بالمياه اللازمة كانت قد تلفت، ولمّا كانت بعض الطرق الموصلة للنهر لاتزال متاحة، عمد الناس إلى الرجوع بسيارات الإطفاء لضفة النهر لملئها، غير أن سيارات عديدة انزلقت إلى النهر في تلك المحاولات. وقتئذ، كانت النيران قد ارتفعت لدرجة أن حالت الحرارة الناتجة منها دون إمكانية وصول سيارات الإطفاء المتبقية إلى مسافة مناسبة لضخ الماء منها؛ إذ لم يتمكنوا حتى من الدخول لشارع بادينج لين من الأساس.

## مراحل نمو الحريق
سجل العديد من أبناء لندن تجاربهم الشخصية مع الحريق في خطاباتهم ومذكراتهم. وقام صموئيل بيبس وجون إفيلين (John Evylen) -اثنين من أشهر كاتبي اليوميات في عصر الإصلاح- بتدوين وقائع الحريق وتسجيل مشاهداتهما عليه يومًا بعد يوم، وبذلا جهدًا عظيمًا لجلب الأخبار والمعلومات عما يجري في أنحاء المدينة وخارجها؛ حيث سافر كلاهما إلى منطقة حدائق مورفيلدز الواقعة شمال المدينة، في يوم الأربعاء أو رابع أيام الحريق، ليشهدوا معسكرات التخييم الضخمة التي أقامها اللاجئون من السكان هنالك، وقد هالهم المنظر عندها. تشكل يوميات الكاتبين المذكورين أهم المصادر الي تستند إليها كافة الروايات الإخبارية الحديثة عن الحريق، كما اعتمدت كذلك الكتب الحديثة عن الحريق مثل كتب تينيسوود (Tinniswood) (2003) وهانسون (Hanson) (2001) على مذكرات ويليام تاسويل (William Taswell)، طالب مدرسة ويستمنستر وقتها عام 1666.

### يوم الأحد

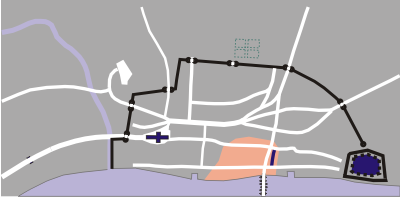
مقدار الدمار التقريبي، بحلول مساء يوم الأحد الثاني من سبتمبر.

بعد أن مر على لندن صيف ممطر في عام 1664 وأخر في العام الذي يليه، أُصيبت المدينة بعدها بموسم جفاف غير مسبوق بداية من شهر نوفمبر 1665، وأصبحت المباني الخشبية، على إثر ذلك ونتيجة للصيف الطويل الحار الذي شهده عام 1666، جافة شديدة القابلية للاشتعال. ما لبث أن مر وقت قصير بعد انتصاف ليل يوم الأحد الثاني من سبتمبر في تلك السنة حتى شبت النيران في مخبز توماس فارينور في شارع بادينج لين، وحُوصرت العائلة في أعلى المبني. غير أنهم تمكنوا من الهرب عن طريق التسلق من خلال إحدى النوافذ العلوية إلى المنزل المجاور، وقد جبنت إحدى الخادمات عن المحاولة فوقعت إثر ذلك أولى الضحايا. تعاون الجيران على استخدام المياه في محاولة لإخماد الحريق، ووصل رجال الحراسة بعد ساعة من نشوبه، ورأوا أنه يتوجب دك المباني المتاخمة للمخبز لئلا ينمو انتشار الحريق. فور سماعهم لذلك، تظاهر أصحاب المنازل محتجين، وعندها تم استدعاء السير توماس بلودوورث عمدة المدينة، وهو الوحيد صاحب السلطة للبت في الأمر.

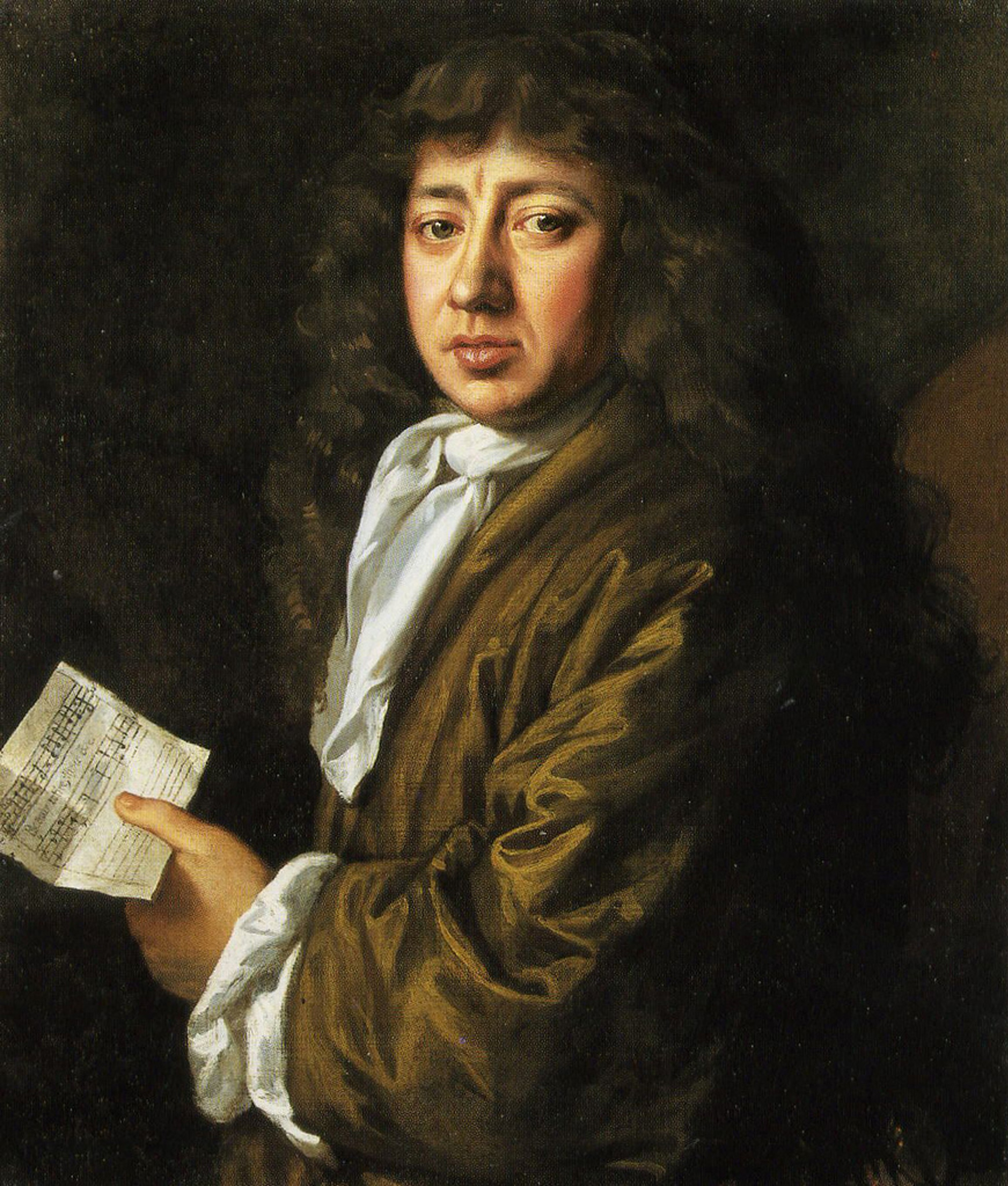
"لقد أبكاني المشهد." صموئيل بيبس (1633-1703)، بريشة جون هايلز (John Hayls) في سنة 1666، سنة الحريق الكبير.

عندما وصل بلودوورث أخيرًا إلى موقع الحريق، كانت النيران قد التهمت بالفعل المباني المتاخمة للمخبز، وتمددت في طريقها نحو المستودعات ومخازن المواد القابلة للاشتعال القائمة على ضفة النهر. تصايح رجال الإطفاء المتمرسون مطالبين بدك المباني، إلا أن بلودوورث قابل هذا بالرفض التام، متعللًا بأن المباني وأراضيها جميعًا مُستأجرة، ومن العسير الوصول إلى مُلّاكها. يجدر بالذكر أنه شاعت الأقاويل أن بلدوورث قد وصل إلى منصبه باللجوء إلى تملق الحكام والخنوع لهم، على افتقاره للمقومات الأساسية والضرورية للمنصب؛ إذ بلغ منه الذعر مبلغه حين فاجأته أول حادثة طوارئ. ومع استمرار الضغط عليه قال مقولته الشهيرة «أف لهذا! لو تبولت عليه امرأة لأطفأته»، وغادر موقع الحريق بعدها. وكتب صموئيل بيبس في مذكراته بتاريخ السابع من سبتمبر عام 1666، مسترجعًا الأحداث وبعد أن تدمرت المدينة بالكامل قائلًا: «يصيح الجميع من شتى أنحاء العالم مـتألمين من بساطة [حماقة] عمدة المدينة على وجه العموم، وفي حادث الحريق على الأخص؛ إذ يلقون بكل اللائمة عليه وحده.»
قام صموئيل بيبس في صباح يوم الأحد بارتقاء قمة برج لندن ليستطلع الحريق من علٍ، إذ كان وقتها أحد المسؤولين الكبار في البحرية الإنجليزية، وقد سجل في مذكراته كيف زادت الرياح الشرقية من نمو الحريق؛ حيث قدر لحظتها أن النيران قد طالت عدة كنائس وما يقرب من ثلاثمائة منزل ووصلت إلى ضفة النهر، إذ شبت النيران في البيوت القائمة على جسر لندن. بعدها، أخد بيبس مركبًا ليستبين الحريق عن قريب، ووصف ما شاهده بأنه «يبعث على الأسى» حيث «يجاهد الجميع لنقل أمتعتهم ويتدافعون إلى النهر، أو يحملونها إلى المواعين (مراكب نقل) الكبيرة الراسية. الفقراء منهم قرروا المكوث في منازلهم حتى يصلهم الحريق، وقتها يهرعون إلى القوارب، أو يتدافعون لتسلق المباني القائمة على ضفة النهر واحدًا تلو الأخر.» واستمر بيبس في توجهه في النهر غربًا إلى بلاط الملك في وايت هول، «حيث تجمهر الناس حولي، وأخبرتهم بمجريات الأمور مما أثار فيهم روعًا بالغًا، ونُقلت الأخبار المؤسفة إلى الملك، فأمر باستدعائي. عندها نقلت إليه ودوق يورك ما شاهدتُ، وأنه مالم يأمر الملك بهدم المباني، فلن يقف دون الحريق شيء. بدا أن الأخبار أزعجت الملك والدوق بشكل بالغ؛ إذ أمرني الملك مباشرة بالتوجه لعمدة المدينة، وتوصيل الأمر إليه بألا يستبقي من المباني واحدًا، وتسوية كل المباني التي تقف أمام الحريق في كل اتجاهاته بالأرض.» كذلك عرض جيمس، أخو الملك ودوق يورك، الاستعانة بالقوات الملكية في التصدي للحريق.
بالقرب من ويستمنستر، وعلى بعد حوالي ميل من شارع بادينج لين، هرع ويليام تاسويل خارجًا من الواجبات الصباحية في دير ويستمنستر، وشهد وصول اللاجئين من السكان على مراكب النقل ليس عليهم إلا بعض البطانين يدثرون بها. ويجدر ذكر أن عمال المراكب استغلوا الموقف ورفعوا تكلفة النقل للغاية، ولم يجد إلا الميسورون من الناس مكانًا على القوارب.
أخذت الرياح العاصفة في زيادة سرعة انتشار الحريق أكثر فأكثر، وبحلول منتصف نهار يوم الأحد كان الناس قد يأسوا من محاولة إخماد الحريق، وبدأوا في الفرار. فاستحال وصول رجاء الإطفاء وسيارات الإطفاء إلى الحريق، نتيجة للكتلة البشرية المتحركة بأمتعتهم وعرباتهم في الشوارع. في ذلك الوقت، أقلت صموئيل بيبس عربة في الطريق من وايت هول إلى المدينة، واضطر عند وصوله إلى كاتدرائية القديس بولس إلى الترجل والتقدم على قدميه. لم يزل وقتها السكان مستمرين في الابتعاد عن الحريق، مثقلين بالعربات المحملة بالأمتعة والبضائع، وكذلك امتلأت الكنائس الرعوية التي لم تكن تحت تهديد مباشر بالأمتعة والممتلكات القيمة، والتي لم تكن لتظل هناك وقتًا طويلاً حتى يتم نقلها مجددًا. في غمرة ذلك، عثر بيبس على عمدة المدينة بلود وورث مشغولاً بتنسيق جهود إطفاء، وهو على وشك الانهيار «فبدا كامرأة موشكة على الإغماء»، وأخذ يصيح متباكيًا فور سماعه رسالة الملك بأنهم بالفعل يقومون بهدم المباني، «ولكن النيران تنتشر أسرع من محاولاتنا لإخمادها.» وتبع العمدة ذلك الرفض التام لعرض دوق يورك باستخدام القوات الملكية، متمسكًا بالمحافظة على كرامته المدنية، وغادر بعدها إلى منزله لينام. وقتئذ، أخذ الملك تشارلز الثاني قاربه الملكي وأبحر إلى المدينة ليستبين الأمر بنفسه، وإذ رأى أن المباني لم يتم هدمها، على الرغم مما أكده العمدة لصموئيل بيبس، أقدم على الأمر بتفجيرات شاملة غرب منطقة الحريق، متخطيًا سلطة بلودوورث؛ إلا أن جميع تلك الإجراءات جائت دون جدوى، إذ جاءت متأخرة للغاية وقت خرج الحريق بالفعل عن السيطرة.
بعد ثمانية عشر ساعة كاملة من انطلاق إنذار الحريق في شارع بادينج لين، بعد الزوال من يوم الأحد، كان الحريق قد تحول إلى عاصفة نارية تخلق لنفسها جوًا خاصًا. فأخذ الهواء الساخن في الاندفاع إلى الأعلى بشدة، تحت قوة تأثير المدخنة (حركة دخول الهواء الساخن وخروجه من المباني أو المداخن أو الحاويات الضيقة تحت تأثير الطفو) في الأماكن التي ساهمت فيها المباني ذات البروزات في تضييق تيار الهواء في الأعلى، تاركة على المستوى الأرضي فراغًا هوائيًا. لم تساعد مثل تلك التيارات الهوائية القوية الناتجة من ذلك التأثير في إطفاء الحريق، بل على النقيض من ذلك تمامًا؛ فقد عملت على تغذية النيران بإمدادات وفيرة من الأكسجين، كذلك عملت قوة الجريان المضطرب الناتجة عن اندفاع الهواء الساخن إلى أعلى على تغيير اتجاه الرياح بصورة عشوائية إلى الشمال والجنوب من اتجاه هبوب الرياح الشرقي الأساسي.
في بداية المساء، اصطحب صموئيل بيبس زوجته ونفرًا من أصدقائه عائدا إلى النهر، «وإلى حيث الحريق يعلو ويهبط في اشتداد مطرد.» وطلبوا من المراكبي أن «يقترب من النيران حتى ليصبح بمقدورنا إشعال سيجارة منها. وإذ صوب المرء وجه في مواجهة الرياح، وعلى كل رقعة في على نهر التايمز، تنهال عليك أمطار من قطع النيران حتى تكاد أن تحرقك بالكامل.» ولما عسر على الحشد احتمال قطع النيران، توجهوا إلى حانة على الضفة الجنوبية ومكثوا فيها حتى هبوط الظلام، ومنها استطاعوا مشاهدة النيران على جسر لندن وعلى الضفة المقابلة «والتي يمتد منها قوس هائل من النيران إلى الجانب الأخر من الجسر، ويمتد منها قوس أخر أعلى التلة لمسافة تصل إلى أكثر من الميل. لقد أبكاني المشهد.» ويمضي بيبس ليصف قوس النيران بأنه «قوس مسحوب فيه سهم الله، مضيئة مقدمته.»

### يوم الاثنين

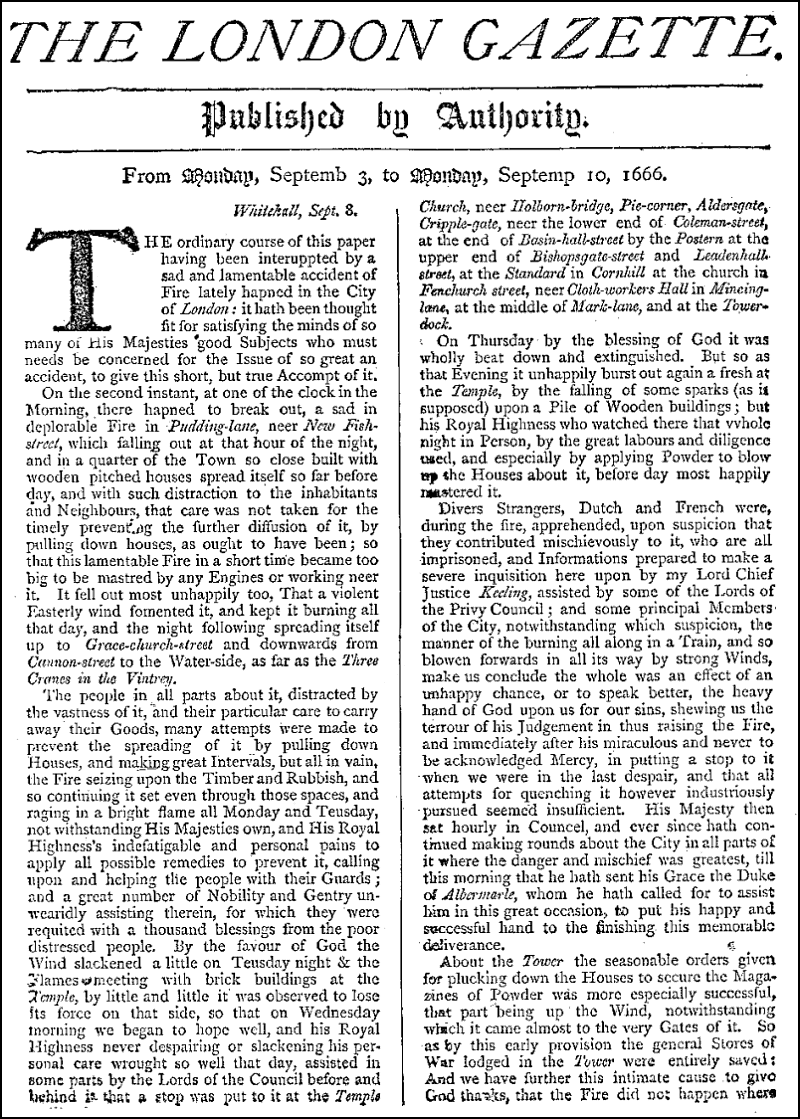
جريدة لندن جازيت "من 3 إلى 10 سبتمبر"، صورة طبق الأصل من الصفحة الأولى وهي تقرير عن الحريق الكبير. انقر على الصورة لتكبيرها والقراءة.

بحلول فجر يوم الاثنين الثالث من سبتمبر، كان الحريق قد انتشر شمالاً وجنوبًا بصورة واسعة؛ إذ عملت قوة الجريان المضطرب الناشئة عن العاصفة النارية المتكونة على دفع النيران مسافة أبعد في كلا الاتجاهين عما كانت في يوم الأحد. حال النهر بصفة أساسية دون تمدد وانتشار الحريق أكثر ناحية الجنوب، إلا أن النيران كانت بالفعل قد شبت في المنازل القائمة على الجسر، وهددت بالوصول إلى بلدة ساوث وارك القائمة على الضفة الجنوبية من النهر، لولا أن قام حاجز نيران واقع على الجسر، وهو عبارة عن فجوة طويلة بين المباني الواقعة على الجسر من ناحية الجنوب، بحماية البلدة من أن تطالها النيران، كما سبق أن قام بالدور ذاته في حريق سابق في عام 1633؛ ونجحت الشظايا المتطايرة ناحية الجنوب في إشعال حريق صغير في البلدة سرعان ما تم إخماده. وعلى الضفة الأخرى من النهر، وصل تمدد النيران شمالاً حتى طال قلب المدينة التجاري، وبدأت النيران تشب في منازل أصحاب البنوك في شارع لومبارد ستريت بحلول وقت الزوال، مما دفعهم إلى الإسراع بنقل أكداس العملات الذهبية المحفوظة في البنوك إلى بر الأمان قبل أن تذيبها حرارة الحريق؛ إذ يستند اقتصاد المدينة بصورة جوهرية إلى ذلك المخزون من العملات الذهبية.
في ذلك الوقت، في اليوم الثاني تحديدًا، تملكت سكان المدينة حالة عارمة من الذعر واليأس وانعدام الحيلة، وتركوا الأحياء الثرية تهددها النيران وتحوطها. وبعض الأمثلة على تلك المناطق الثرية: منطقة بورصة التجارة في المدينة، والتي حوت مبنى البورصة والمراكز التجارية، ومنها كذلك شارع تشيبسايد الذي تقوم به محال السلع الاستهلاكية المترفة باهظة الثمن؛ وقد شبت النيران بالفعل في منطقة بورصة التجارة بحلول الزوال، والتهمتها في غضون ساعات قلائل. ويصف جون إفلين، وهو كاتب يوميات وكذلك أحد رجال الحاشية الملكية، المشهد فيقول:
| حريق لندن الكبير | كان الحريق من الهول بمكان، حتى أن الناس أصابهم روع بالغ، فلم يتحرك لأحدهم ساكنًا لإخماده. ولستُ أدري أبلَغَ منهم القنوط مبلغه أم أن قدرهم ساقهم لهذا، فلم يكن يُسمع سوى النحيب والبكاء، ولا يُرى إلا فرار الناس كالدواب المذعورة، يعتري وجوههم ارتياع غريب، لا يحاول أحدهم إنقاذ بضائعه وأمتعته. | حريق لندن الكبير |

عاش إيفلين في بلدة دبتفورد الواقعة على بعد ستة كيلومترات من المدينة، ولم يتسنى له -إذ ذاك- مشاهدة المراحل الأولى للحريق. وكان قد توجه يوم الاثنين إلى المدينة، تقله ومجموعة من أثرياء الطبقة الغنية عربة من العربات ذات الجياد، ليشهدوا ما شهده صموئيل بيبس يوم الأحد؛ المدينة المشتعلة عبر الضفة الأخرى من النهر. كان الحريق وقتئذ قد كبر بشدة، إذ يصفه إفلين فيقول: "تجتاح المدينة ألسنة لهب مروعة؛ التهمت البيوت على الجسر، وشارع التايمز ستريت، نحو أعلى تجاه شارع تشيب سايد، وأسفل إلى شارع ذا ثري كراينز، والتهمتهم بالكلية. كما دون إفلين أنه بحلول المساء كان النهر يعج بالقوارب والمواعين المحملة بالناس والأمتعة فارين من الحريق، وكذلك شاهد نزحًا هائلاً من العربات والمشاة خارجين من بوابات المدينة خانقة الضيق، متجهين إلى المناطق المفتوحة الممتدة شمالاً وشرقًا، "والتي انتشر فيها الناس كالبذور المنثورة على الحقول يحملون كل ما استطاعوا حمله، ونُصبت الخيام ليأوي إليها الناس بأمتعتهم. رباه، ما أفجعه من مشهد، وما أشد تعاسته!"

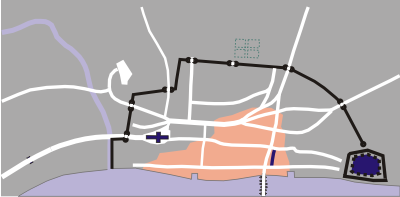
مقدر الدمار التقريبي، بحلول مساء يوم الاثنين الثالث من سبتمبر.

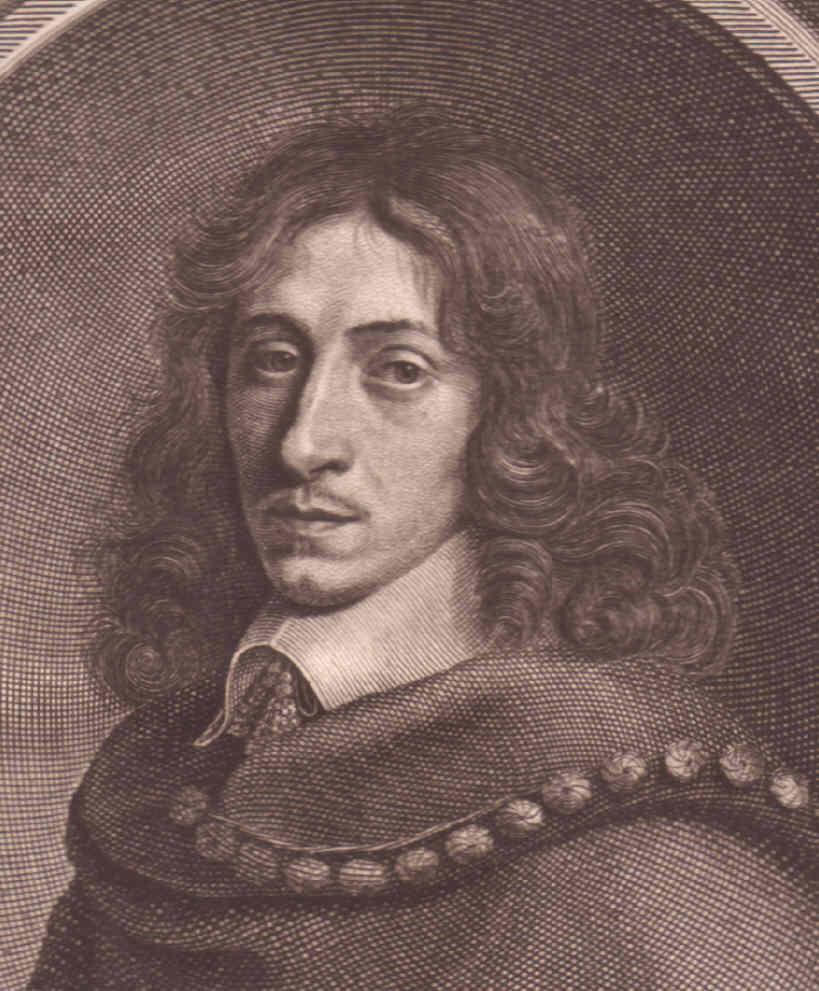
جون إفلين (1620-1706) في عام 1665.

سرعان ما بدأت الشكوك تساور الناس في المدينة بأن الحرائق لم تكن حادثًا بأية حال. فحيث أن دوامات الرياح كانت تقذف بالشرر والشظايا المشتعلة بعيدًا عن مركز الحريق فتشب النيران في الأسقف القشية والمزاريب في مبانٍ نائية عن الحريق فتبدو للوهلة الأولى أن الحرائق في تلك المباني غير ذات صلة به، واستنادًا إلى تلك المشاهدات غير المبررة آنذاك انتشرت الشائعات التي تقول بأن تلك الحرائق البعيدة تشتعل فبفعل فاعل، وأول من ارتاب الناس في أمرهم الأجانب القانطين في المدينة، وجاء ظنهم هذا على خلفية للحرب الإنجليزية-الهولندية المشتعلة وقتها. ما لبث تبدل الشك إلى يقين يوم الاثنين، وتحدثت الأخبار عن غزو مرتقب واقع لا محالة، وأخبرت عن عملاء أجانب متخفيين شوهدوا يلقون «بكرات النار» داخل المنازل، أو تم القبض عليهم وبحوزتهم قنابل يدوية وثقاب. على إثر ذلك، عصفت بالمدينة موجات من العنف. وقد شاهد ويليام تاسويل عصابة تنهب مرسمًا يمتلكه رسام فرنسي ثم يسوونه بالأرض، وراقب مذعورًا كيف أوقف أحد الحدادين رجلاً فرنسيًا في الشارع ليهبط على رأسه بقضيب حديدي.
مضى الحريق يلتهم مصالح ومرافق الدولة، مما أثار مخاوف انتشار الإرهاب عززتها وسائل الإعلام والصحف. ففي الصباح الباكر من يوم الاثنين التهم الحريق مكتب البريد العام الواقع في شارع ثريد نيدل، والذي يمر عبره بريد المدينة بأكمله. وكذلك شبت النيران مطبعة جريدة لندن جازيت، غير أن الجريدة تمكنت قبلها من نشر عدد يوم الاثنين والذي لم يحتو إلا على أخبار وشائعات المجتمع، ولم يحتل خبر الحريق إلا مساحة صغيرة تحدثت عن حريق اندلع صباح يوم الأحد «ولا يزال مستمرًا، يصحبه نوبات خطيرة من العنف.» اعتمدت المدينة بأسرها على وسائل الإعلام والاتصال تلك، وعند توقفها أخذت الشائعات تملأ الفراغ الذي تركته، كما انتشرت الشائعات القائمة على أساس ديني والتي تنذر بمحاولات القيام بمؤامرة بارود ثانية. على إثر ذلك الذعر البالغ وحالة البارنويا الجماعية الي انتابت الناس يوم الاثنين، انصرفت قوات التريند باندز وفرق جنود الكولد ستريم عن مكافحة الحريق إلى مطاردة الأجانب، والكاثوليك، وكل من يرتابون في مظهرهم، والقبض عليهم أو تخليصهم من أيدي الناس أو كلاهما معًا.
استمات السكان، وبخاصة أفراد الطبقة الغنية على إنقاذ أمتعتهم وحاجياتهم من الحريق بنقلها خارج المدينة، مما وفر مصدر مال لأقوياء البنية من الفقراء، الذين كانوا يُستأجرون لنقل الأمتعة (ومنهم من كان يفر بها)، وربح أصحاب العربات والقوارب من ذلك بشكل خاص؛ إذ أن تكلفة النقل بالعربات، بعدما كانت بالكاد تصل إلى شلنين يوم السبت، وصلت إلى أربعين جنيهًا إسترلينيًا (وهو ما يعادل 4000 جنيهًا إسترلينيًا في عام 2005). وبدا أن جميع قوارب وعربات بطول لندن وعرضها توافدت لتنال نصيبها من تلك الغنيمة، وتدافعت العربات المحملة بالأمتعة ومعها السكان المذعورين مزدحمين بشدة للخروج من المدينة، فهاجت الفوضى واشتد الهرج عند البوابات مما دفع بقضاة المدينة أن يصدروا أوامر بغلق البوابات تمامًا في وقت الزوال من يوم الاثنين، في محاولة لتحويل الناس من حماية ممتلكاتهم إلى المشاركة في إخماد الحريق، «وهكذا عندما ينقضي أي أمل في إنقاذ أي شيء، ربما يتحولون عندها لبذل قصارى الجهد في قهر الحريق؛» غير ان ذلك القرار المتعجل لم يجدي نفعًا، وتم التراجع عنه في اليوم التالي.
يعد يوم الاثنين هو اليوم بدأ فيه القيام بإجراءات منظمة لإخماد الحريق، على الرغم من اشتداده بصورة عاتية وكذلك الفوضى التي تضرب المدينة. وعلى ما يبدو أن توماس بلودوورث، عمدة المدينة والمسؤول عن تنسيق جهود مكافحة النيران كان قد غادر المدينة في ذلك الوقت؛ إذ أن التسجيلات المعاصرة لوقائع يوم الاثنين لم تأت على ذكره مطلقًا. وعلى إثر تلك الطوارئ، وجد الملك تشارلز الثاني واجبًا تخطي سلطات المدينة، وكلف أخوه جيمس دوق يورك بمسؤولية إدارة الأمور في المدينة. أقام جيمس عددًا من المقرات القيادية العسكرية حول محيط الحريق، كما مضي يجند إجباريًا كل من يلقاه في الشوارع من أفراد الطبقة الفقيرة وتنظيمهم في فرق إطفاء وأجزل لهم العطاء، وكذلك ولى على كل مقر قيادة ثلاثة من رجال الحاشية الملكية، وخولهم الملك بنفسه سلطة إعطاء الأوامر بالقيام بعمليات هدم المباني. كان الهدف من ذلك التضامن الملحوظ من الملك طمأنة المواطنين من أنهم لن تتم مسائلتهم عن المباني التي يدمرونها كما كانوا يتصورون. وأخذ جيمس وحراسه يجوبون شوارع المدينة طيلة يوم الاثنين، ينقذون الأجانب من قبضة الغوغاء، ويعيدون النظام إلى المدينة. ويذكر شاهد عيان الموقف في خطاب له بتاريخ الثامن من سبتمبر مثنيًا على جهود جيمس: «لقد كسب دوق يورك قلوب الشعب بجهوده المستمرة التي لا تكل جاهدًا ليل نهار للقضاء على الحريق.»
تحطمت جميع الآمال بهبوط المساء يوم الاثنين، عندما جاءت الأخبار بأن الأسوار الحجرية العملاقة لقلعة باين يارد في منطقة بلاك فرايرز، وهي المبني المناظر لبرج لندن في الشمال، والتي كان المفترض أن تصد النيران، قد تدمرت. وظلت النيران مشتعلة في المبنى الأثري طيلة الليل، والتهمته بالكلية فلم تبق من شيئًا.
قالت رواية إخبارية معاصرة عن الحريق بأنه في هذا اليوم أو بعده، قد شارك الملك تشارلز الثاني بنفسه في مكافحة الحريق وعمل بيديه على إطفاء النيران بالمياه وكذلك ساعد في تدمير المباني لصنع حواجز النيران.

### يوم الثلاثاء

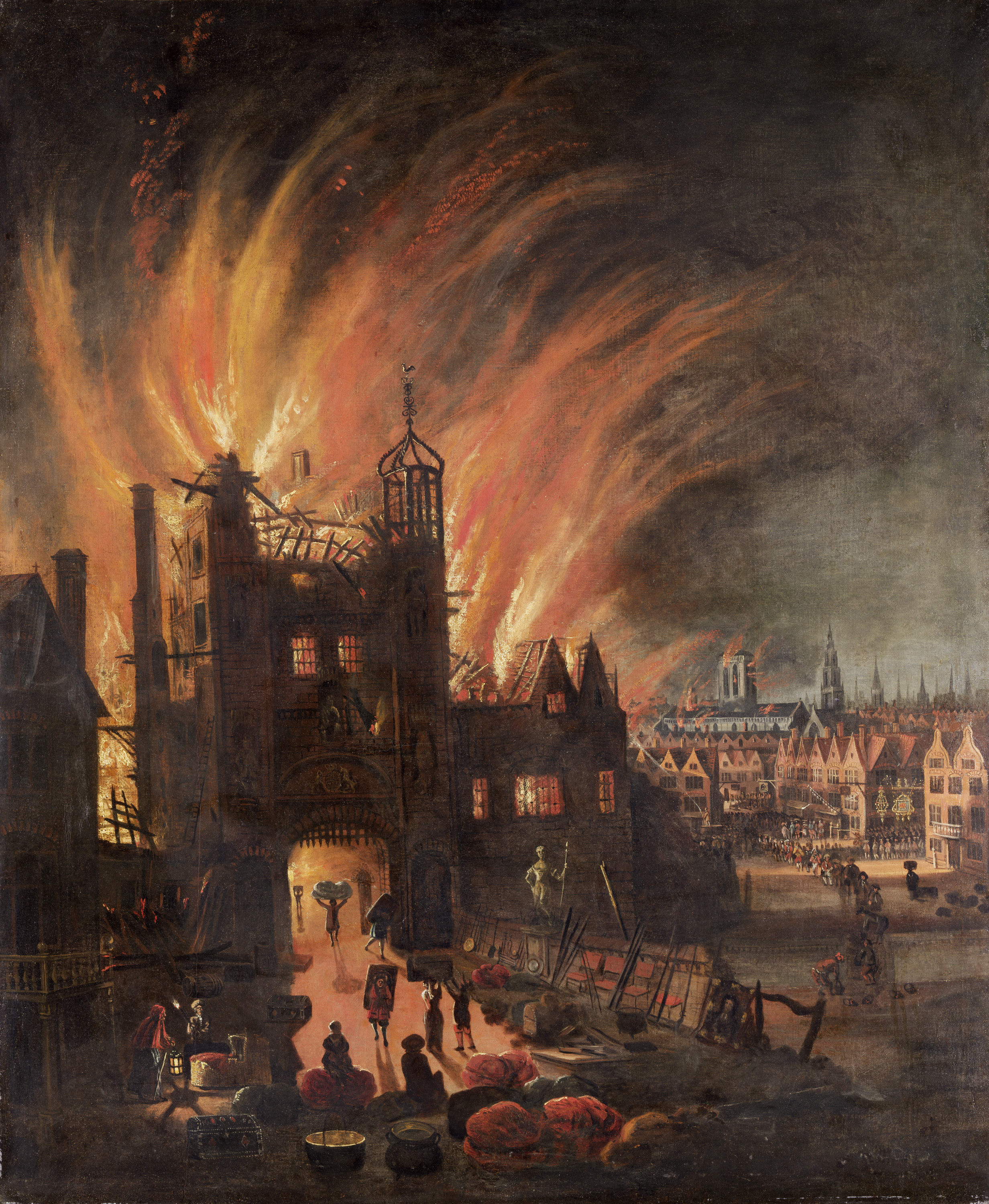
لوحة زيتية رسمها فنان غير معروف، في عام 1670 تقديرًا. اللوحة تظهر النيران وقد شبت في بوابة لدجيت في أقصى غرب المدينة، كما تظهر كاتدرائية القديس بولس في الخلفية (المبنى المكعب بدون القمة المستدقة) وقد بدأت تطالها النيران.

كان يوم الثلاثاء الرابع من سبتمبر هو اليوم الذي شهدت فيه المدينة المقدار الأكبر من الدمار. وحتى يمنع دوق يورك الحريق من أن ينتشر غربًا فيصل لقصر وايت هول، قام بوضع قاعدة عسكرية عند منطقة تيمبل بار حيث يتلاقى شارع ستراند وشارع فليت، صانعًا سدًا من رجال الإطفاء يمتد من جسر نهر فليت حتى نهر التايمز. اعتقد جيمس الثاني أن نهر فليت من شأنه أن يعمل كحاجز نيران طبيعي أمام الحريق، غير أن الرياح الشرقية القوية صباح يوم الثلاثاء عملت على أن دفعت بالنيران لتتخطى النهر وتباغت رجال الإطفاء، الذين لم يجدوا أمامهم إلا مطاردة النيران التي تفادتهم. وانتشر في القصر الملكي جو من التوتر والذعر على إثر انتشار النيران غربًا بصورة سريعة. ويعلق إفلين على ذلك الموقف قائلاً: «بلغ الاضطراب حينها حتى البلاط الملكي.»
كان رجال الإطفاء قد أقاموا حاجزًا ناريًا واسعًا أمام اتجاه انتشار الحريق شمالاً، وقد نجح في احتواء الحريق حتى وقت الزوال، غير أن النيران لم تلبث أن تختطه، وبدأت في التهام منطقة التسوق الغنية والواسعة في شارع تشيبسايد.
وجد الجميع في كاتدرائية القديس بولس الملاذ الآمن، نظرًا لجدرانها الحجرية السميكة وفنائها الفارغ والممتد، والذي يعمل بمثابة حاجز نيران طبيعي. وقد كوم فيها السكان ما استطاعوا انقاذه من أمتعتهم، وامتلأ سردابها بالكتب واللوحات التي كانت تحتويها المكتبات والمعارض القائمة في شارع باترنوستر رو. غير أن تلك الإجراءات لم تكن من التوفيق بمكان؛ إذ كان المبنى وقتها خاضعًا لعملية ترميم شاملة يقوم بها كريستوفر رن -ولم يكن على القدر ذاته من الشهرة وقتها-، ولهذا أقام عددًا كبيرًا من السقالات الخشبية التي غطت المبنى، وقد شبت النيران في تلك السقالات بحلول مساء يوم الثلاثاء. ومن مكانه على بعد ميل من الكاتدرائية من منطقة ويستمنستر، شاهد وليام تاسويل الصبي وقتها بعد مغادرته مدرسته كيف أحاطت النيران بالمبنى وكيف تمددت ألسنة اللهب من السقالات المشتعلة لتطول ألواح السقف الخشبية. وفي غضون نصف ساعة، أخذ الرصاص على السقف في الذوبان، وشبت النيران في الكتب والأوراق المكدسة في السرداب. يصف جون إفلين المشهد في مذكراته فيقول: «تطايرت أحجار الكاتدرائية كالقنابل اليدوية، وجرى نهر صغير من الرصاص الذائب على الشوارع، وتوهجت الأرصفة بحمى متقدة، فلم يقدر واحد من البشر أو جواد من الجياد ان يضع قدمًا أو حافرًا على الأرض.» وهكذا استحالت الكاتدرائية بالكامل إلى حطام. مضت النيران على مدار اليوم في الانتشار شرقًا، على الرغم من الرياح القوية القادمة من الشرق، ونجحت في تخطي شارع بادينج لين متوجهة إلى شارع سيثينج لين والذي يقطن فيه بيبس، ويستقيم فيه كذلك برج لندن المكتظ بالبارود. ولما تعسر وصول النجدة من رجال الإطفاء طيلة اليوم، إذ كانوا منشغلين في مكافحة الحريق غربًا، قررت حامية برج لندن أن تبادر هي بالتحرك، وقاموا بنسف مساحة واسعة من البيوت القريبة عاملين على خلق حواجز نيران من شأنها أن تحول دون تقدم الحريق.

### يوم الأربعاء

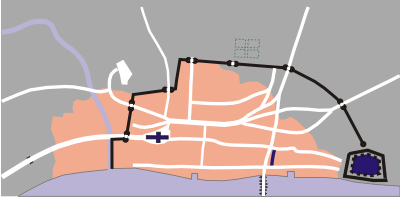
مقدار الدمار التقريبي بحلول مساء يوم الثلاثاء الرابع من سبتمبر. لم تنتشر النيران انتشارًا ملحوظًا يوم الأربعاء الخامس من سبتمبر.

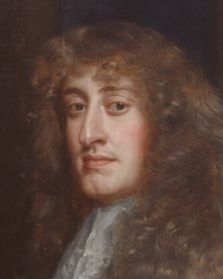
جيمس دوق يورك، جيمس الثاني لاحقًا.

بدأت الحواجز النارية عملها في وقف الحريق بفاعلية بحلول صباح يوم الأربعاء الخامس من سبتمبر، بعد أن توقفت الرياح عن الهبوب مساء الثلاثاء. وقتئذ خرج صموئيل بيبس ليجول بأرجاء المدينة المتفحمة، وارتقى برج كنيسة باركينج ليستطلع المدينة المدمرة من علِ، ويصفها فيقول: «لم يقع على ناظري مشهد أكثر إيلامًا للخراب.» بحلول ذلك الوقت كان الحريق الكبير ذاته قد خمد، مع بعض الحرائق الصغيرة في أماكن متفرقة ما تزال تصارع نفسها وتنطفئ. وقد اتجه بيبس إلى منطقة مورفيلدز شمال المدينة لشيهد المخيمات الهائلة التي أقامها اللاجئون من السكان هنالك؛ «مجموعة من الفقراء البائسين الذي حملوا أمتعتهم إلى هناك، وكل قائم عليها يحرسها بذاته،» ويذكر أن أفران الخبز في المنطقة قد ضاعفت سعر منتجاتها. كما توجه إفلين كذلك إلى مورفيلدز، وراعه مشهد اللاجئين التعساء من السكان المحتشدين في المكان، منهم من يسكن الخيام ومنهم من يتناوبون على سكنى الأكواخ، كما يصف: «افتقر العديدون منهم إلى أي قطعة من الملبس ومايقيم حاجاتهم الأساسية أو سرير ووسيلة نقل. تواضعوا للحد الأقصى من البؤس والفقر.» وقد أبدى إفلين إعجابه بما يمتازون به من عزة نفس فيقول أنهم «على شفا حفرة من الهلاك جوعًا ومن إملاق، وعلى ذلك لم يتسولوا قرشًا واحدًا».
بلغ الذعر من احتلال فرنسي أو هولندي ومن الإرهاب الأجنبي مبلغه بين ضحايا الحريق، وبحلول المساء اندلعت موجة من الذعر العام في المخيمات القائمة في منطقة بارليمنت هيل ومنطقة مورفيلدز، ومنطقة أيسلنجتون. بدأ الأمر بأن انطلق خيط ضوئي في سماء شارع فليت، اعتقدوا بأنه السبب وراء اندلاع الحريق الكبير، وانتشرت شائعات على إثره تخبر عن خمسين ألفًا من المهاجرين الفرنسيين والهولنديين قادمين ناحية مورفيلدز لإنهاء ما بدأه الحريق، وهو بالطبع الإطاحة بأعناق الرجال، واغتصاب النساء، ونهب الممتلكات. وتدفقت الغوغاء المذعورة إلى الشوارع يفتكون بالأجانب، وقليل منهم من تمكنت فرق التريند باندز أو الحرس الملكي أو أعضاء البلاط الملكي من تخليصه «بعسر مطلق وآلام مبرحة»، على حد قول إفلين. إذ ذاك، أصبح المناخ العام مضطربًا للغاية ما أثار لدى تشارلز الثاني المخاوف من أن تندلع ثورة عارمة في لندن تطيح بسلطته. بحلول ذلك الوقت، كانت معدل إنتاج الطعام وتوزيعه قد توقف بالكلية، فأعلن تشارلز أنه سيرسل كميات من الخبر إلى المدينة بصفة يومية، وأنه ستقام المحلات والأسواق المؤمنة حول مركز المدينة، وقد كانت تلك المراكز مجرد محال وأسواق للبيع والشراء؛ إذ لم يكن هناك أي استعداد لتوزيع معونات للطواريء.

## أعداد الوفيات ومعدل الدمار

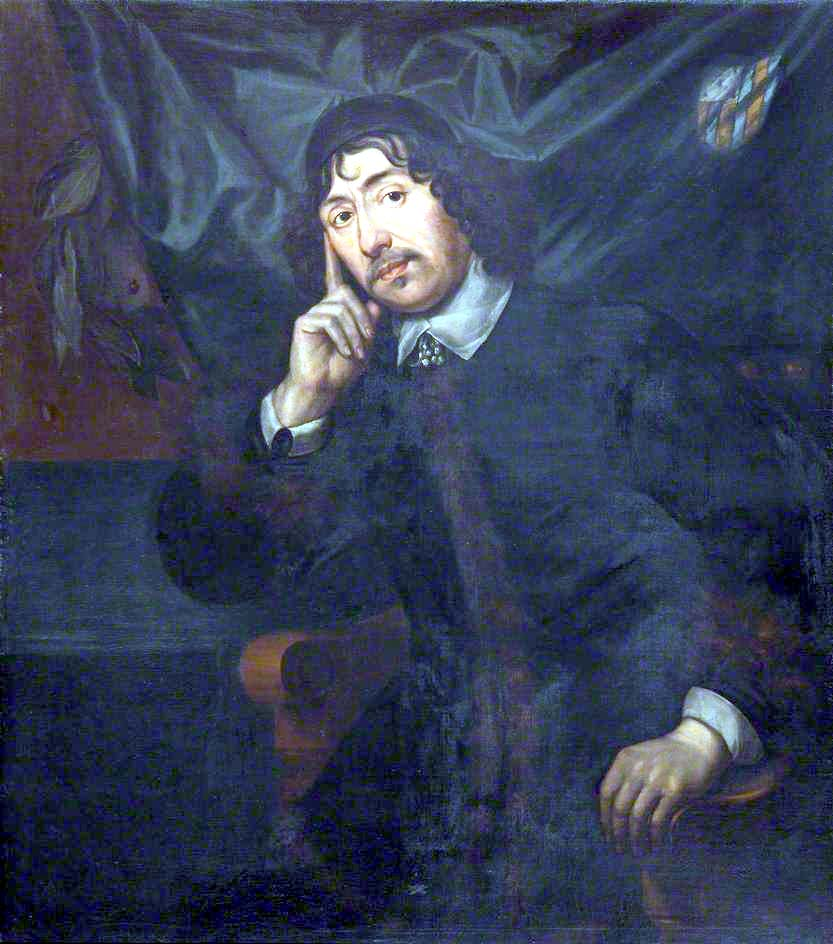
جيمس شيرلي

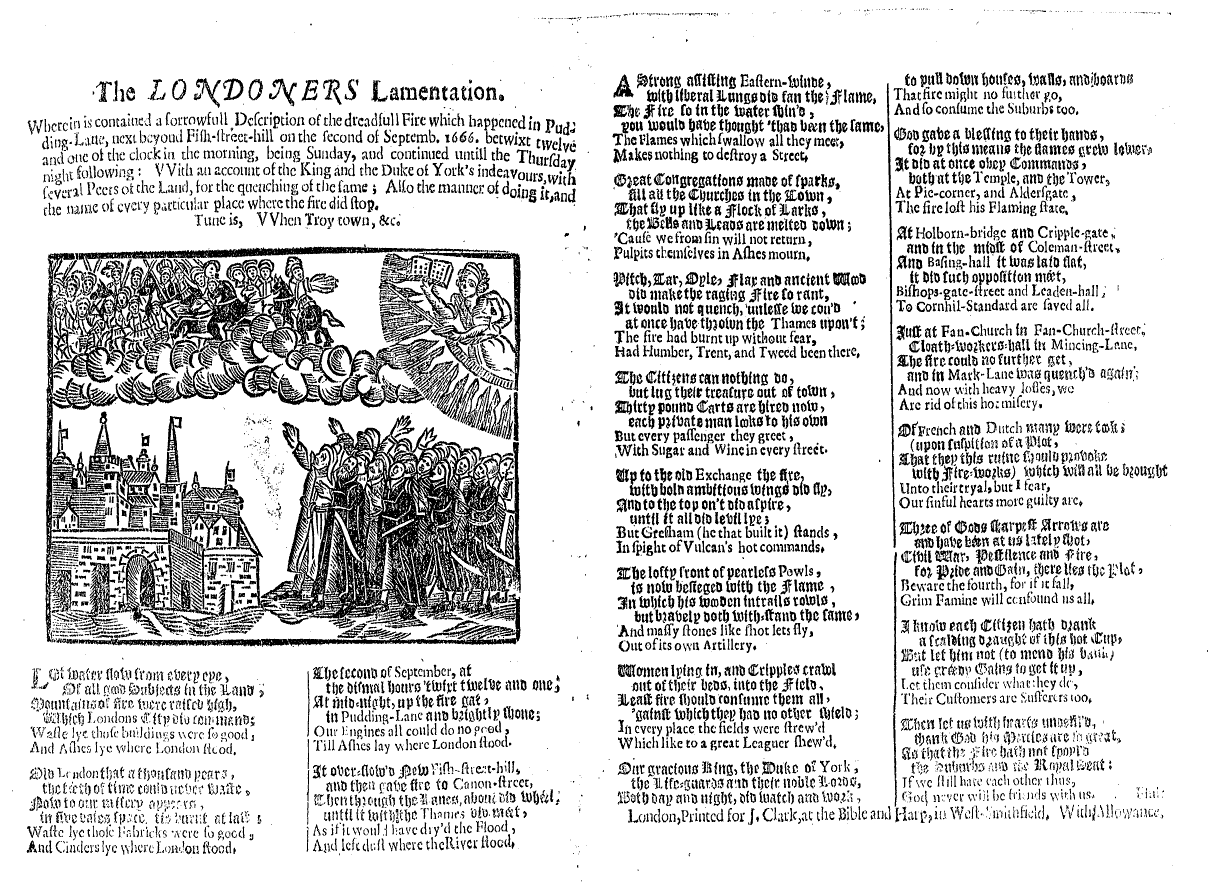
رثاء اللندنيين، قصيدة من الغناء الشعبي كُتبت على منشور ورقي ونُشرت عام 1666، تتناول أخبار الحريق والدمار الذي خلفه. انقر على الصورة لتكبيرها والقراءة.

ساد الاعتقاد بأن الحريق لم يخلف عددًا كبيرًا من الوفيات، إذ أن الحالات التي تم تسجيلها رسميًا قليلة. يقدر بورتر (Porter) أن العدد لم يتخطى ثماني ضحايا، وكذا يقول تينسوود أن «العدد لا يعدو عن حالات فردية»، مع ذلك يضيف أنه بالتأكيد لم يتم تسجيل بعض الوفيات، إذا أضفنا لهذا من لقوا مصرعهم بالاحتراق أو جراء استنشاق الدخان، فهناك كذلك من هلك من السكان اللاجئين داخل المخيمات البدائية. كما يعارض هانسون فكرة قلة عدد الضحايا من الوفيات، حيث يأخذ في الحسبان الحالات من الناجين الذين راحوا ضحايا الجوع والبرد «جاثمين في الأكواخ، أو عاشوا على حطام ما كانوا من قبل يدعونه منزلاً»، في خلال الشتاء القارص الذي تلا الحريق، ومنهم الكاتب المسرحي جيمس شيرلي وزوجته على سبيل المثال. كما يذكر هانسون أنه «من السذاجة الاعتقاد بأن دوق يورك كان يقوم بتخليص الأجانب والبابويين الذين أجهز الناس عليهم بالفعل وفتكوا بهم،» بالإضافة إلى أن أعداد الضحايا الرسمية لم تأت على ذكر الفقراء غير المسجلين في الدولة، مع الأخذ في الاعتبار أن حرارة قلب العاصفة النارية، والتي تتخطى بمراحل حرارة الحرائق الاعتيادية، من شأنها أن تلتهم أجساد الناس بالكلية فلا تذر منها شيئًا إلا بعض شظايا عظام الجمجمة. ولما لم تتغذى النار على الخشب والأقمشة والقش فحسب، بل غذت النيران أيضًا مواد مثل الزيت والقار والفحم والودك والدهون والسكر والكحول وزيت التربنتين والبارود المخزون في المستودعات القائمة على ضفة النهر، جعلت حرارة الحريق من الارتفاع بمكان حتى أنها صهرت الحديد حديث الاستيراد المخزن بطول أرصفة الموانئ (والذي ينصهر عند نقطة انصهار تتراوح من 1250 درجة سليزية (2300 فارنهايت) إلى 1480 درجة سيلزية (2700 فارنهايت))، وصهرت كذلك السلاسل والأقفال الحديدية على بوابات المدينة (والتي تنصهر عند نقطة انصهار تترواح من 1100 درجة سيلزية (2000 فارنهايت) إلى 1650 درجة سيلزية (3000 فارنهايت)). ولم يكن الفقراء الجائلون في المدينة ينخلون حطام الحريق في بحث مضني عن أي متعلقات قيمة ليهتموا بشظايا العظام المتناثرة، ومثلهم العمال القائمون على إزالة الحطام أثناء عملية إعادة بناء المدينة لاحقًا. كما يؤكد هانسون، استنادًا للتفكير المنطقي وبناءً على «خبرتنا بكل حريق كبير أصاب مدينة حضرية على مر القرون الفائتة،» أن النيران قد باغتت بيوت الفقراء المتداعية بسرعة هائلة فلم ينجو منها «الشيوخ والرضع وأصحاب الإعاقات الجسدية» في أفضل الأحوال، وقد تكفل حطام الأسقف المتداعي بدفن الغبار والرماد من بقاياهم؛ مما يجعل معدل الخسائر في الأراوح أكثر بكثير من أربع ضحايا أو ثمانية، بل بلغع عدد الوفيات «بضعة مئات، أو دعنا نقول بضعة آلاف.»
بلغ مقدار الدمار المادي الذي لحق بالمدينة بما يقرب من 13500 منزلاً، و87 كنيسة رعوية، و44 نقابة تجارية. كما طال الدمار كذلك كاتدرائية القديس بولس، ومنطقة بورصة التجارة، ومصلحة الجمارك، وقصر برايد ويل وعددًا أخرًا من سجون المدينة، ومكتب البريد العام، كما أُلحق الضرر ببوابات المدينة الغربية الثلاثة لدجيت، ونيوجيت، وآلديرسجيت. وتُقدر الخسائر المالية الناتجة عن الحريق بحوالي مائة مليون جنيهًا إسترلينيًا بسعره ذلك العصر، وقد انخفض هذا التقدير بعدها إلى عشرة ملايين جنيهًا إسترلينيًا  (وهو مبلغ يعادل ويفوق المليار من الجنيهات الإسترلينية في عام 2005). كما سجل إفلين أنه شاهد ما يقرب من «المائتي ألف من الناس، من جميع الطوائف والطبقات الاجتماعية، متفرقين كل راقد جوار كدسه من الأمتعة التي نجح في انقاذها»، في الحقول الممتدة ناحية أيسلنجتون وهايجيت.

## أحداث ما بعد الحريق

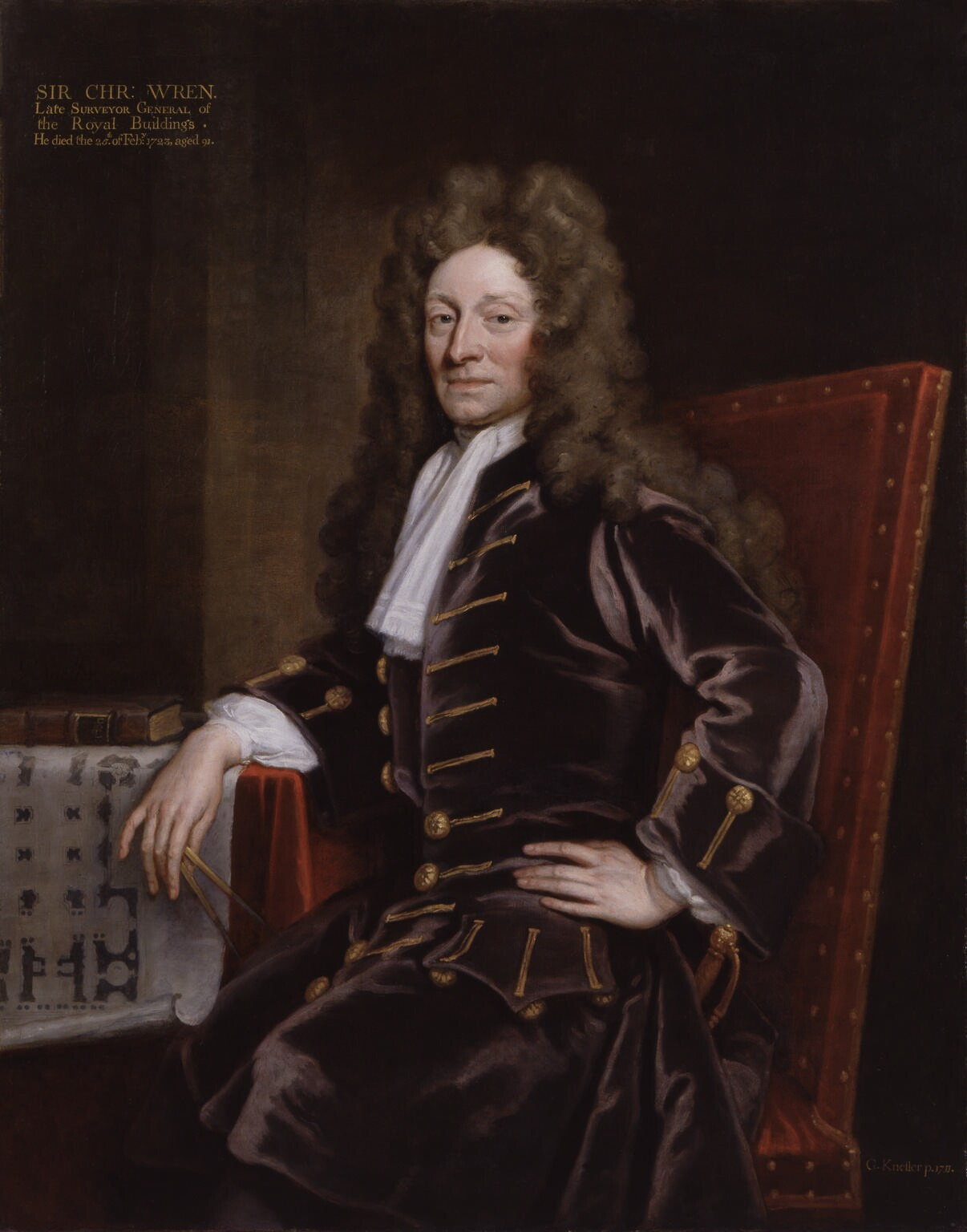
السير كريستوفر رن.

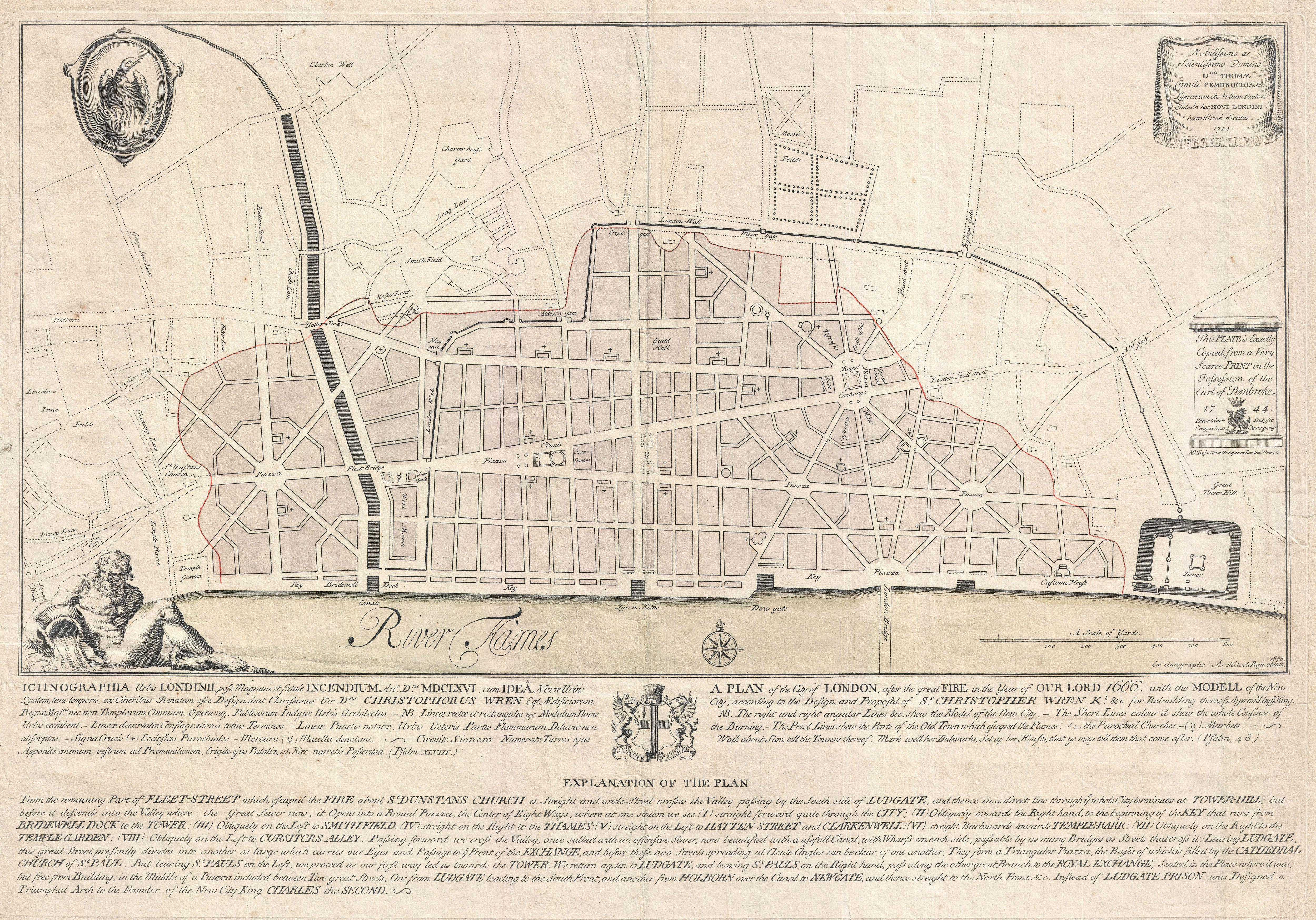
تصميم كريستوفر رن لإعادة بناء المدينة، والذي تم رفضه.

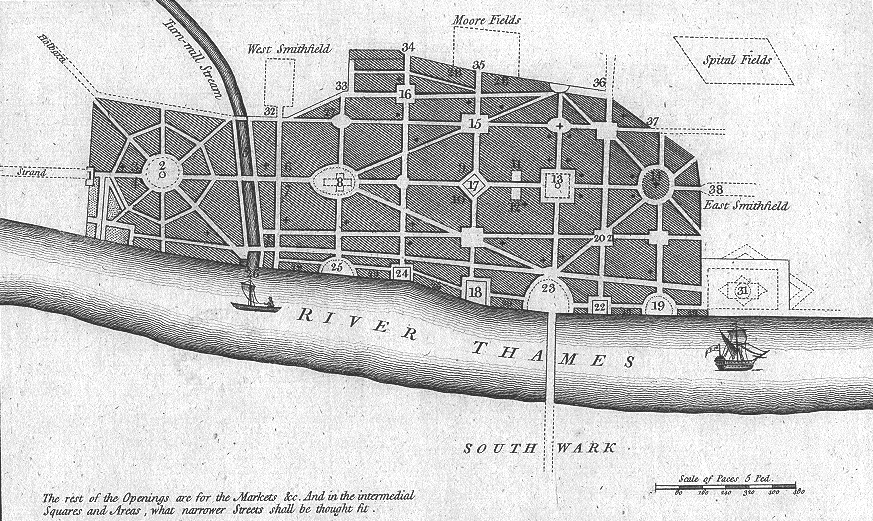
التصميم الذي قدمه جون إفلين لإعادة بناء مدينة لندن، وإعادة هيكلتها تمامًا، ولم يدخل حيز التنفيذ من الأساس.

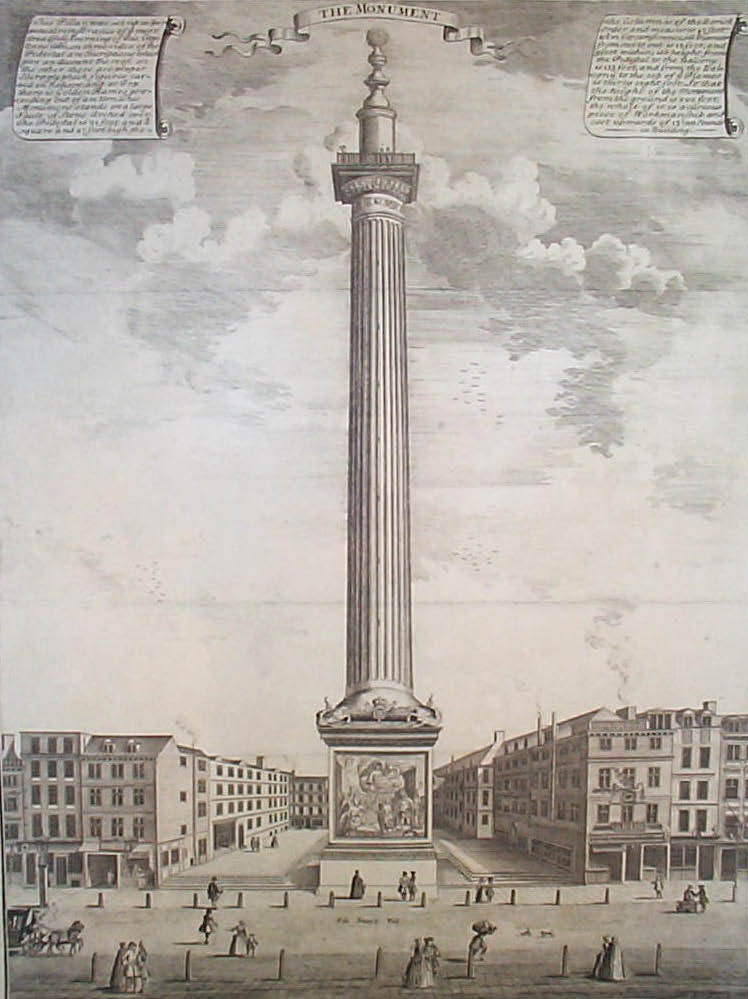
نصب حريق لندن الكبير، من تصميم كريستوفر رن وروبرت هوك، في صورة لسوتون نيكولز (Sutton Nicholls) رسمها عام 1753 تقريبًا.

تملك الناس بعد الحريق تحفز تام لإيجاد كبش فداء يلقون عليه مسؤولية الحريق، ولهذا لم يجدوا غضاضة في قبول اعتراف الساعاتي الفرنسي روبرت هوبرت –على شهرته بين الناس ببساطة قدراته الذهنية- بأنه يعمل كجاسوس للبابا وأنه من بدأ الحريق الكبير في وستمنستر، ثم عدل ذلك الاعتراف بآخر ادعى فيه بأنه المسؤول عن إشعال النيران في المخبز في شارع بادينج لين. وعلى الرغم من بعض الشكوك حول إذا ما كان قادرًا على المثول أمام المحكمة، فقد تم إثبات التهمة على روبرت، وأُعدم شنقًا في بلدة تاي برن يوم الثامن والعشرين من سبتمبر 1666؛ وظهر بعد إعدامه أنه لم يصل إلى لندن من الأساس إلا بعد أن انقضى يومان من بداية الحريق. يجدر ذكر أن السبب وراء هذه الادعاءات التي تلقي بتهمة الحريق الكبير على الكاثوليك هي البروباجاندا السياسية التي عمل عليها معارضو حكم الملك تشارلز الثاني الموالي للكاثوليك، التي قامت غالبًا إبان فترة المؤامرة البابوية وأزمة الاستبعاد، في أواخر حكم تشارلز الثاني.
رأي الهولنديون الحريق الكبير كنوع من القصاص الإلهي لحريق هولمز، وهو حادثة إحراق الإنجليز لبلدة هولندية أثناء الحرب الإنجليزية-الهولندية الثانية.
على إثر الفوضى والشغب الذي عم البلاد، كبرت مخاوف تشارلز الثاني من أن تقوم ثورة ثانية في المدينة، وأخذ يستحث سكان الشوارع على النزوح من لندن والاستقرار في مناطق أخرى؛ وسرعان ما أصدر قانونًا بأنه «يلزم على جميع المدن والبلدات دون أية ممانعة استقبال السكان المتضررين، والسماح لهم بمزاولة مهنهم اليدوية والاتجار فيها بحرية تامة.» بالإضافة إلى ذاك، تم إقامة «محكمة الحريق» والتي اختصت فقط بالنظر في الخلافات بين المستأجرين وأصحاب الأراضي حول من سيقوم بعملية إعادة بالبناء، والتي كان يتم الفصل فيها استنادًا إلى من لديه القدرة المالية لتغطية التكاليف. استمرت فترة انعقاد «المحكمة» من شهر فبراير 1667 حتى شهر سبتمبر 1672، وكانت تُقام الجلسات فيليها إصدار الحكم في غضون يوم واحد؛ وكانت النزاعات القضائية طويلة النفس لتعطل عملية إعادة بناء المدينة طويلاً، لولا وجود «محكمة الحريق».
تدفقت خطط وتصميمات إعادة بناء المدينة بشكل شامل، بتشجيع من تشارلز الثاني، وإن كان تم العمل على واحدة من تلك الخطط، لنافست لندن مدينة باريس في بهائها الباروكي وقتها (انظر الخطة المقدمة من جون إفلين على اليسار). بالفعل حاول الملك مع سلطات المدينة الرسمية التيقن قانونيًا ممن «يمتلك بالفعل المباني والأراضي»، للتفاوض مع الملاك حول تعويض تقدمه الحكومة لهم لتنفيذ ما تنطوي عليه تلك الخطط الهندسية من إعادة هيكلة واسعة النطاق للمدينة، لكنهم تخلوا عن الفكرة لما رأوها غير عملية. وقوبلت إجراءات جذب العمال وجمع التصميمات التي تقوم عليها المباني بالتجاهل من قبل السكان الذين لم تتخطى اهتماماتهم ما تقتضيه الحياة للعيش اليوم بيومه، وكذلك ممن كانوا قد غادروا المدينة من الأساس؛ إذ كان من المستحيل للسلطات وقتها أن تضمن للعمال الأمان الذاتي والوظيفي نتيجة للعجز في العمالة الحادث بعد الحريق الكبير. كذلك لم يكن جون إفلين وكريستوفر رن فحسب من قدم تصميمات لإعادة بناء المدنية، فقد تقدم أيضًا روبرت هوك وفالنتين نايت وريتشارد نيوكورت بخطط هندسية مشابهة.
ولما لم يتم البت في نزاعات الملكية، فلم تدخل أي من خطط الهندسية الكبرى لبناء المدينة الباروكية ذات الساحات الواسعة والحارات الثرية حيز التنفيذ؛ إذ لم يُعرف يقينيًا مع من يتم التفاوض، ولم تكن هناك ثمة طريقة فعالة لحساب مقدار التعويضات اللازم دفعها بدقة. وجاءت الموافقة على العدول عن فكرة إعادة هيكلة المدينة، وتمت عملية إعادة البناء على خطة الشوارع القديمة ذاتها، مع القيام بتحسينات في نظام النظافة والأمان من الحرائق، مثل: توسيع الشوارع، إقامة أرصفة موانئ مفتوحة وسهلة الوصول على طول نهر التايمز، والحرص على عدم إقامة مبان تعيق طرق الوصول إلى النهر، وأخيرًا والأهم تشييد المباني بالحجارة والطوب، بدلاً من الخشب. كذلك تم إعادة بناء المباني العامة في مواقعها السابقة، ولعل أشهر تلك المباني كاتدرائية القديس بولس، مع الكنائس الخمسين الجديدة التي قام على بناءها كريستوفر رن.
قام كريستوفر رن مع روبرت هوك، بطلب من الملك تشارلز الثاني، بتصميم نصب حريق لندن الكبير، وإقامته بالقرب من شارع بادينج لين، ويبلغ ارتفاعه 61 مترًا (200 قدم) وشاعت الإشارة إليه من قبل سكان لندن بـ «النصب التذكاري» اختصارًا، وتم إطلاق اسمه على واحدة من محطات مترو الأنفاق في لندن، إذ يعد واحدًا من أشهر المعالم التاريخية في العاصمة الإنجليزية. في عام 1668، تم القيام بعدة إضافات للكتابة المنقوشة على النصب التذكاري وقد تضمنت اتهامات واضحة للكاثوليك، منها المقطع التالي:
| حريق لندن الكبير | " وهنا وقد أذنت السماء، وفُتحت أبواب الجحيم على هذه المدينة البروتستانتية …الحريق بالغ الروع الذي نزل بالمدينة. بدأته وتمادت فيه خيانة جماعة البابا وشرورهم... الجنون البابوي الذي جلب هذا الهول للمدينة لم يُقهر بعد... | حريق لندن الكبير |

لم تمس تلك النقوش حتى في فترة حكم جيمس الثاني من عام 1685 إلى عام 1688، ولم تزل في مكانها حتى جاء عام 1830، وفيه بداية السير نحو حركة تحرير الكاثوليك.
يشير نصب تذكاري أخر هو نصب صبي زاوية باي كورنر الذهبي (بالإنجليزية: The Golden Boy of Pye Corner) القائم في مدينة سميث فيلد إلى الموقع الذي توقف عنده الحريق. واستنادًا لما هو منقوش على النصب، فإن الحريق الذي بدا في بادينج لين وانتهى في زاوية باي كورنر هو دليل دامغ على غضب الله الواقع على مدينة لندن نتيجة لانغماسهم في خطيئة الشراهة.
ينسب بعض الناس إلى الحريق الكبير بأنه قد أنقذ أرواحًا كثيرة على المدى البعيد؛ إذ أنه بحرقه وتدميره المنازل غير الصحية بما فيها من فئران وبراغيث تساهم في نقل عدوى الطاعون، قد أنهى وجود هذا المرض في المدينة، استنادًا إلى أنها بعد الحريق الكبير ظلت سالمة من أي موجات طاعون أخرى، بعد وباء الطاعون العظيم الذي أصاب المدينة قبل الحريق سنة 1665 والذي أودى بحياة سدس سكان لندن وقتها، أو ما يقرب من الثمانين ألف ضحية. يختلف المؤرخون حول صحة القول بأن الحريق الكبير هو السبب وراء توقف تفشي وباء الطاعون بعده؛ تقول صفحة متحف لندن على شبكة الإتنرنت أنه لابد من وجود ثمة رابط بين الحدثين، بينما يشير راي بورتر إلى أن الحريق لم يمس المناطق الأكثر وخامة في لندن، وهي الضواحي الشعبية الفقيرة. ويقدم علم الأوبئة تفسيرات علمية أخرى، مع الأخذ في الاعتبار حقيقة أن أوبئة الطاعون في جميع المدن الأوربية الأخرى قد توقفت في الفترة ذاتها تقريبًا.
بعد الحريق الكبير، تم وضع الخطة لبناء شارعين رئيسين حديثين هما شارع كوين ستريت وشارع كينج ستريت، والذان يتقاطعان مع عدة شوارع رئيسة قديمة عبر المدينة، ما يخلق طريقًا جديدًا يمتد من نهر التايمز حتى مبنى جيلد هول. لا يذُكر أن تم إنشاء أي شوارع جديدة غيرهما، بعد الدمار الذي ألحقته النيران بأغلبية مناطق المدينة.